# Rodobrana

Abzeichen der Rodobrana: Ein slowakisches Doppelkreuz, eingeflochten in einer Dornenkrone

Die slowakische Rodobrana war von 1923 bis 1929 der erste Wehrverband der katholisch-nationalistischen Hlinka-Partei in der Tschechoslowakischen Republik, gleichzeitig ab 1926 die historisch erste faschistische Massenorganisation der Slowakei. Nach ihrer Auflösung engagierten sich die Rodobrantzen (Rodobranci) innerhalb des rechtsradikalen Parteiflügels, ehe sie die Rodobrana von 1938 bis 1940 als nationalsozialistische Eliteeinheit innerhalb der Hlinka-Garde, der zweiten Wehrorganisation der Hlinka-Partei, erneuerten.
Gegründet am 31. Januar 1923 als Ordnertruppe, wurde die Rodobrana unter der politischen und ideologischen Führung von Vojtech Tuka und Alexander Mach zur ersten innerparteilichen Lobbygruppe des rechtsradikalen Flügels. Einhergehend mit ihrem Aufstieg zur Massenbewegung, die schließlich bis zu 30.000 Mitglieder zählte, entwarf die Rodobrana ab Anfang 1926 auch ihre eigene faschistische Weltanschauung. Diese war gekennzeichnet durch eine Mischung aus revolutionärem slowakischen Ultranationalismus einerseits sowie einem militanten, esoterisch-katholischen Mystizismus andererseits. Aus Rodobraner Sicht war die slowakische Nation im Niedergang begriffen und von apokalyptischen Verschwörungen bedroht, die tschechoslowakische Demokratie mit ihrem parlamentarischen System in Wirklichkeit nur eine von feindlichen Interessen gesteuerte „Diktatur“. Die einzige Möglichkeit zur „nationalen Erlösung“ sahen sie in einer politisch-spirituellen Erneuerung der Slowaken als utopische „Krieger Christi“, wobei die Rodobrantzen sich selbst als auserwählte Vorreiter und Märtyrer dieser „Wahrheit“ verstanden. 
Realisiert werden sollte diese nationale Revolution einerseits durch eine radikale „Säuberung“ der Nation von allen angeblichen „Staats- und Volksfeinden“, insbesondere Juden, Tschechen, Ungarn, Freimaurern, Liberalen, Sozialisten, Säkularen und Protestanten. Andererseits sollte auch das politische System umgebaut werden zu einer angeblich „wahren Volksherrschaft“ nach dem Vorbild des faschistischen Italien, womit sich die Bewegung auch vom traditionellen Konservatismus absetzte. Aufgrund ihrer gewaltsamen Ausschreitungen gegen politische Gegner wurde die Rodobrana von den tschechoslowakischen Behörden verboten, löste sich jedoch erst am 3. Januar 1929 auf, nachdem ihre politischen Führer wegen Hochverrats angeklagt und inhaftiert worden waren. Die Veteranen blieben jedoch in inoffiziellen Zirkeln lose organisiert, ihre Ideen im rechtsradikalen Parteiflügel weiterhin von Bedeutung. In der neueren Forschung gilt diese erste Rodobrana (1923–1929) als Begründerin eines eigenständigen slowakischen Faschismus.
Im Jahr 1938 waren die Rodobrana-Veteranen federführend bei der Gründung der paramilitärischen Hlinka-Garde und erneuerten die Rodobrana als deren Teilorganisation. Im von NS-Deutschland abhängigen Slowakischen Staat nahmen dann die Mitglieder der zweiten Rodobrana (1938–1940) zahlreiche führende politische Positionen ein. Dabei verwarfen sie ihre ursprüngliche faschistische Ideologie und erklärten stattdessen den deutschen Nationalsozialismus und die SS zu ihren Vorbildern. Als „harter Kern“ des nationalsozialistischen Flügels der Hlinka-Partei waren sie maßgeblich verantwortlich für den Holocaust in der Slowakei und beteiligten sich auch an der Niederschlagung des Slowakischen Nationalaufstands. In der heutigen Slowakei stellt die historische Rodobrana eine Inspiration für Aktivisten der rechtsextremen Szene dar. Experten werfen der von 2016 bis 2023 im slowakischen Parlament vertretenen neonazistischen Kotleba-Partei vor, an die paramilitärischen Traditionen der Rodobrana anzuknüpfen.

## Bezeichnung
Der slowakische Begriff Rodobrana hat keine eindeutige Entsprechung in der deutschen oder englischen Sprache. Das Wort rod kann abhängig vom Kontext verschieden übersetzt werden, zum Beispiel mit Herkunft/Geburt/Geschlecht/Clan/Stamm u. ä. Das Wort obrana wiederum entspricht einer Wehr/Verteidigung. Laut dem slowakischen Historiker Anton Hruboň (2021, 2023) haben sich die Begründer der Organisation ganz bewusst für diesen Namen entschieden: Im Gegensatz zum Begriff Domobrana („Heimwehr“) betone das Wort rod im Kontext der historischen Rodobrana nicht den Verweis auf ein Heimatland, sondern auf eine Abstammungslinie bzw. Blutlinie. In diesem Zusammenhang könne man rod laut Hruboň daher auch mit „Rasse“ übersetzen. In der Fachliteratur gibt es jedenfalls keine einheitliche Übersetzung für den slowakischen Namen des Wehrverbands, auch nicht von slowakischen Wissenschaftlern, die Studien in deutscher oder englischer Sprache verfasst haben. Am blutbezogenen Verständnis orientieren sich Übersetzungen wie Sippenwehr oder Stammwehr in der deutschsprachigen Forschung und Racial Defence, Strain defence oder The Kin Defenders in der englischsprachigen Forschung.
Darüber hinaus wurden und werden aber auch verschiedene landesbezogene Übersetzungen verwendet, so Vaterlandswehr, Heimwehr, Heimatwehr, Heimatverteidigung oder Landesverteidigung im deutschsprachigen Forschungsdiskurs und Home Defence, Nation’s Defence, Home Guard, oder home defence guard im englischsprachigen Forschungsdiskurs. Die Mitglieder der Rodobrana wurden auf Slowakisch als Rodobranci bezeichnet, in der deutschsprachigen Fachliteratur werden auch die eingedeutschten Formen Rodobrantzen, oder seltener Rodobrancen verwendet.

## Die erste Rodobrana (1923–1929)

### Gründung als Ordnertruppe der Hlinka-Partei
Für die Aufstellung der Rodobrana als paramilitärische Organisation von Andrej Hlinkas Slowakischer Volkspartei (deren Mitglieder Ludaken genannt wurden) sehen Historiker mehrere Gründe: Zum einen kam es in den Jahren 1920 bis 1922 immer wieder zu gewalttätigen Ausschreitungen bei Parteiversammlungen der Ludaken, insbesondere mit Angehörigen der tschechoslowakischen Agrarier und der Sozialdemokraten. 1921 wurde dabei ein Sympathisant der Hlinka-Partei getötet, und auch Parteichef Hlinka wurde zum Ziel von Attentatsversuchen linker Aktivisten. Im Zusammenhang mit den näherrückenden Regionalwahlen 1923 befürchtete die Partei vorzeitige Auflösungen ihrer Parteiveranstaltungen, wie sie in der Vergangenheit wiederholt aufgrund gewalttätiger Eskalationen erfolgten. Gleichzeitig war die Sicherheitslage in der Slowakei zur Jahreswende 1922/1923 nicht besonders kritisch: Gelegentliche Auseinandersetzungen zwischen verfeindeten politischen Parteien stellten keine Seltenheit dar, waren jedoch weit entfernt von den blutigen Zusammenstößen in Italien und Deutschland. Zweitens geriet die Führung der Hlinka-Partei zu der Überzeugung, dass eine eigene Wehrorganisation ein effizientes Machtmittel darstellen würde, um politischen Einfluss zu demonstrieren und den öffentlichen Raum zu beherrschen. Eine weitere Motivation für die Aufstellung der Rodobrana ergab sich aus Gründen der politischen Konkurrenz. So hatte die Slowakische Nationalpartei (SNS) im Dezember 1922 bereits ihre eigene paramilitärische Truppe, die Junobrana, gegründet. Sie stand allen ethnischen Slowaken mit Ausnahme der Kommunisten offen, weshalb auch junge Ludaken in sie einzutreten begannen. Somit stieg für die Hlinka-Partei die Notwendigkeit, der Junobrana einen eigenen Verband gegenüber zustellen.
Einen vierten Faktor stellte schließlich der Marsch auf Rom und der Regierungseintritt der italienischen Faschisten unter Benito Mussolini im Oktober 1922 dar. Während die konservative Führung der Slowakischen Volkspartei aus taktischen Gründen auf Abstand zum Faschismus bedacht war, betrachtete ihn Vojtech Tuka als eine „progressive nationalistische Kraft“, die für eine Ausweitung des Parteieinflusses genutzt werden konnte. Tuka spielte eine Schlüsselrolle bei der Organisierung der Rodobrana, mit der er das rechtsradikale politische Spektrum der Slowakei in der Hlinka-Partei verankern wollte. Am 13. Januar 1923 nahm der Rechtsausschuss der Slowakischen Volkspartei den Antrag zur Gründung der Rodobrana an, der den Namen „Regelung für Veranstalter bei Versammlungen, Sitzungen und Feierlichkeiten“ trug. Am 31. Januar 1923 wurde die Regelung von Parteichef Andrej Hlinka unterzeichnet, wodurch die Rodobrana den Status einer der Partei untergeordneten Organisation erhielt. Zu ihrem ersten offiziellen Leiter wurde im März 1923 auf Vorschlag Tukas der junge Bratislavaer Jusstudent Vojtech Hudec ernannt, im Hintergrund war jedoch Tuka der eigentliche Führer der Rodobrana. Alle Untergruppen der Slowakischen Volkspartei sollten ihre jeweils eigenen Rodobrana-Einheiten einrichten. Zur Osterzeit 1923 entstand die erste örtliche Einheit in Žarnovica. Dank einer intensiven Kampagne in den Presseorganen der Ludaken wuchs die Rodobrana im Laufe der folgenden Monate auf 3.000 bis 5.000 Mitglieder an.
Ihren ersten öffentlichen Auftritt hatte die Rodobrana mit 50 Mann am 1. Mai 1923 bei einer Parteiveranstaltung der Ludaken in Bratislava.
Von da an traten die Rodobrantzen bei öffentlichen Versammlungen und kirchlichen Prozessionen auf, sie fungierten als Ehrenwache, schützten die Rednerbühnen der Ludaken und isolierten Personen bei Versammlungen, die einer beabsichtigten Störung bezichtigt wurden. Gleichzeitig gingen schon im Sommer 1923 die Aktivitäten der Rodobrana über ihren ursprünglichen Handlungsrahmen als Schutztruppe der Ludaken hinaus. Dazu zählten Überwachungsversuche von Vertretern und Organisationen der politischen Konkurrenz, sowie zielgerichtete Störungen von deren Tätigkeiten, wobei es auch zu blutigen Auseinandersetzungen kam. Als Waffen wurden unter anderem Schlagstöcke, Schäferäxte und Gegenstände aus Eisen eingesetzt. Darüber hinaus nahm die Rhetorik der Rodobrana auch zunehmend antitschechische Töne an, welche die Aufmerksamkeit des tschechoslowakischen Innenministeriums weckte.

### Erstes Verbot, Illegalität und Stagnation
Insbesondere wegen ihrer gegen Tschechen gerichteten Agitation löste das tschechoslowakischen Ministerium für die Slowakei am 30. August 1923 die Rodobrana auf. Das Verbot wurde von den tschechoslowakischen Zentralorganen dabei auch als Schlag gegen die slowakische Autonomiebewegung ausgenutzt. Auf das angeordnete Verbot folgte eine intensive Kampagne in der Parteizeitung Slovák, in welcher die Rodobrana in Schutz genommen wurde. Besonders aktiv dabei war ihr Redakteur Karol Sidor, aber auch die Parteiführung der Ludaken protestierte gegen die Entscheidung. Sie verstand das Verbot als einen Affront gegen die Bürgerfreiheit, kritisierte die Nichtanhörung von rechtlichen Vertretern der Hlinka-Partei sowie die im September 1923 durchgeführten Hausdurchsuchungen bei und Anklagen von Rodobrantzen. Die Rodobrana blieb unter den Ludaken weiterhin lebendig, ihre Mitglieder arbeiteten vor allem innerhalb der katholischen Sportvereine und religiösen Vereinigungen der Hlinka-Partei. Auch die Parteiführung dachte nicht daran, von ihren „Ordnungswachen“ abzulassen, und gab zu diesem Zweck im Januar 1924 die Regelung für Veranstalter bei Versammlungen, Sitzungen und Feierlichkeiten (Úprava pre poriadateľov na zhromaždeniach, poradách a slávnostiach) heraus. Das Dokument ordnete erneut allen örtlichen Parteisektionen die Schaffung eigener Ordnertrupps an, wobei betont wurde, dass diese nichts mit der verbotenen Rodobrana zu tun hätten. Diese Ansicht wurde von tschechoslowakischen Polizeiorganen jedoch nicht geteilt, die eine verstärkte Tätigkeit der Rodobrantzen verzeichneten. Zu ihren aktivsten Organisatoren zählten neben Vojtech Hudec die beiden Slovák-Redakteure Karol Sidor und Augustín Način sowie ab 1925 der neu hinzugestoßene Alexander Mach.
Dennoch hatte das Verbot einen spürbar negativen Einfluss auf die Organisation: Vojtech Hudec steckte in einem sich von 1923 bis 1926 schleppenden Gerichtsverfahren, welches ihm seine koordinatorischen Aktivitäten massiv erschwerte. Darüber hinaus verunmöglichte die umfassende Überwachung von lokalen Rodobrana-Führern durch die tschechoslowakische Polizei 1924 und 1925 wirkliche Mobilisierungserfolge im Rahmen ihrer geheimen, halblegalen Tätigkeiten. Eine größere Reaktivierung erlebte die Rodobrana erst im Zuge der Wahl zum tschechoslowakischen Abgeordnetenhaus im November 1925, wobei der junge Journalist und Ludaken-Redner Alexander Mach zu ihrem neuen Hauptorganisator aufstieg. Bis Ende 1925 blieb die Rodobrana im Wesentlichen eine Schlägertruppe, die Auseinandersetzungen provozierte: in der Nacht vom 16. zum 17. November kam es im Bratislavaer Ballsaal zu stundenlangen Wortgefechten, als eine bis zu 140 Mann zählende Abordnung der Rodobrantzen unter Mach und Ján Farkaš gegen einen politischen Opponenten vorging. In der Nacht vom 13. zum 14. Dezember wiederum riss ein Trupp von etwa 100 Rodobrantzen in Bratislava Tafeln mit nichtslowakischen Aufschriften ab, wobei das Ausmaß des Vandalismus die Bevölkerung schockierte.
Nach den für die Ludaken erfolgreichen Parlamentswahlen, bei denen sie klar als stärkste Partei der Slowakei hervorgingen, schlitterte die Rodobrana zum Jahreswechsel 1925/1926 in eine Sinnkrise. Die verringerten Aktivitäten der politischen Konkurrenz und die damit rückfällige Anzahl von Ausschreitungen bei Parteiveranstaltungen machten ihre Schutzdienste zunehmend überflüssig. Um dem Wehrverband eine neue Zielsetzung und damit auch Existenzberechtigung zu verschaffen, entschied sich Vojtech Tuka für eine strategische Neuausrichtung der Rodobrana, die fortan einem konsequenten ideologischen Faschisierungsprozess unterzogen werden sollte. In der realpolitischen Führung etablierte sich dabei eine Arbeitsteilung zwischen Tuka und Alexander Mach. Während Tuka als Spiritus rector die Befehle erteilte, war Mach als sein „Manager“ für die Weitergabe der Anweisungen an die lokalen Führer der Rodobrana und die Funktionäre der Hlinka-Partei verantwortlich.

### Legalisierung und Aufstieg zur Massenbewegung

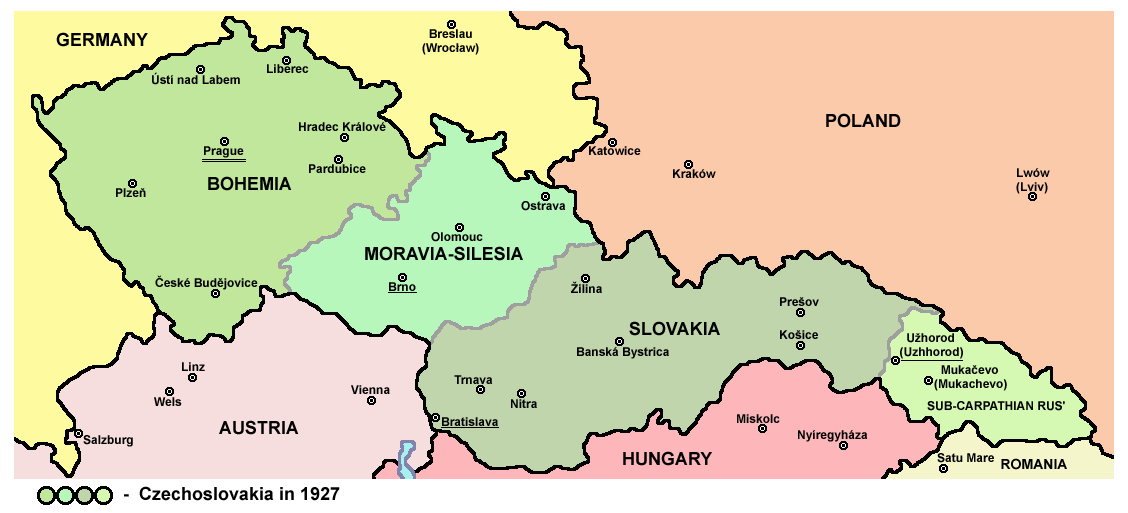
Die Slowakei innerhalb der Tschechoslowakischen Republik (1918–1938), nachdem sie im Rahmen der administrativen Reform von 1928 als Verwaltungseinheit wieder hergestellt worden war.

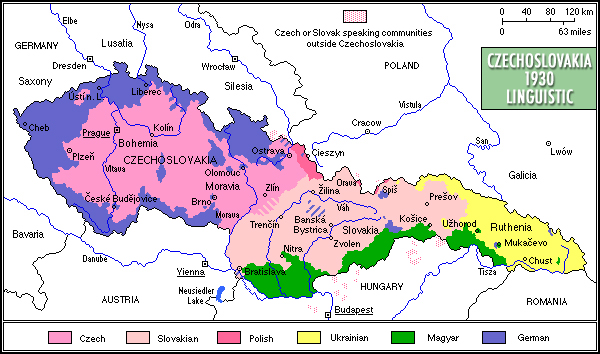
Verteilung von Sprachen bzw. ethnischen Nationalitäten in der Tschechoslowakei

Zur Jahreswende 1925/26, kurz vor ihrer erneuten Legalisierung, verfügte die Rodobrana über etwa 20.000 aktive männliche Mitglieder im Untergrund. Zwischen 1926 und 1929 folgte dann der Aufstieg der Rodobrana zur Massenorganisation. Ihren Anteil an dieser Entwicklung hatten auch slowakische Studenten, die die Rodobraner Propaganda mit Erfolg an ihre jüngeren Kollegen weitertrugen. Zeitgleich mit dem Anstieg ihrer Mitglieder trat auch eine Radikalisierung des Wehrverbandes ein. Die Veranstaltungen der Rodobrana nahmen einen immer stärkeren paramilitärischen Charakter an. Schätzungen zufolge erreichten die Rodobrantzen in dieser Zeit schließlich eine maximale Mitgliederzahl von 25.000 bis 60.000.
Umso größer gestaltete sich die Enttäuschung der Rodobrantzen über den Eintritt der Hlinka-Partei in die tschechoslowakische Regierung unter Ministerpräsident Antonín Švehla. Der Wehrverband konnte nun nicht mehr Propaganda gegen die Zentralregierung verbreiten, ohne der eigenen Partei zu schaden. Andrej Hlinka ermunterte zwar Tuka dazu, die Rodobrana solle an ihrer Radikalität festhalten. Gleichzeitig bereitete die Parteiführung die Reorganisation der Organisation vor, durch welche sie unter die Kontrolle der Konservativen gebracht werden sollte. Am 27. Januar 1927, dem Tag des Regierungsbeitritts der Ludaken, fand der erste landesweite Kongress der Rodobrana statt. Bei diesem wurde die Gründung von zwei Aufsichtsorganen beschlossen, wobei in beiden der konservative Parteiflügel dominierte.

### Soziale Struktur
Die Anhängerschaft der Rodobrana gehörte vor allem dem Kleinbürgertum an. Für die Tatsache, dass sich die Rodobrantzen insbesondere aus jungen slowakischen Katholiken zusammensetzten, war der 1919 gegründete Pfadfinderverband Orol („Der Adler“) von Bedeutung, der Hlinkas Slowakischer Volkspartei nahestand. Ursprünglich aus Mähren stammend, entstand der Verband als Reaktion auf seinen säkularen Gegenpol, dem Pfadfinderverband Sokol („Der Falke“), der als Repräsentant der „fortschrittlichen Tschechen“ galt. Der säkulare Sokol versuchte organisatorisch und ideell den katholischen Orol zu übernehmen, was zur Radikalisierung von dessen katholisch-slowakischer Anhängerschaft beitrug. Aus dem Umfeld des Orol entstammten die Führungsriegen aller rechtsradikalen Gruppen, die sich im Laufe der Zeit innerhalb der Slowakischen Volkspartei bildeten.
Daneben bestanden die Rekruten der Rodobrana – wie auch bei anderen faschistischen Bewegungen in Europa während der Zwischenkriegszeit – in großem Maße aus jungen, desorientierten Veteranen des Ersten Weltkriegs. Nicht zuletzt lag ihre Anziehungskraft auf junge Menschen auch in ihrer Selbstpräsentation als mythischer Geheimgesellschaft, die einen sektiererischen Charakter hatte. Typisch für die Rodobrana war auch ihr konfessioneller und ethnischer Charakter. Während beispielsweise der Wehrverband der Slowakischen Nationalpartei mit Ausnahme von Juden und Kommunisten allen tschechoslowakischen Staatsbürgern eine Mitgliedschaft ermöglichte, stand die Rodobrana ausschließlich katholischen Slowaken offen. In der slowakischen Gesellschaft verhalf der Rodobrana insbesondere ihr sakralisierter Bezug auf das Christentum zur Beliebtheit, mit dem sie auch Priester, Lehrer und autonomistische Aktivisten anzuwerben versuchte.

### Organisatorischer Aufbau
Die Mitgliedschaft der Rodobrantzen wurde nicht durch spezielle Ausweise festgehalten, sondern funktionierte auf freiwilliger Basis und gefühlter Zugehörigkeit.
Bei ihrer Organisationsstruktur kultivierte die Rodobrana von Beginn an den Militarismus und das Führerprinzip. 
Als ein wichtiges Vorbild diente ihr der Squadrismus (die paramilitärischen Einheiten der italienischen Faschisten). Nach ihrer Gründung im Januar 1923 wurde die Rodobrana zunächst einheitlich von einem Hauptquartier in Bratislava geführt, mit Vojtech Tuka als oberster Führungsfigur. Zusätzlich unterstunden Tuka die Juristen Vojtech Hudec und Ferdinand Čimo sowie der Mediziner Jozef Španka als die drei wichtigsten Organisatoren der Rodobrana. Ab Sommer 1923 folgte eine Organisationsreform, in deren Rahmen das Hauptquartier nach Ružomberok verlegt und die Rodobrantzen auf slowakischer Landesebene in drei Gruppen unterteilt wurden:
1. die westslowakische Gruppe (západoslovenská skupina) mit Sitz in Bratislava unter Führung von Vojtech Hudec,
2. die mittelslowakische Gruppe (stredoslovenská skupina) mit Sitz in Ružomberok unter Führung von Michal Samuhel,
3. die ostslowakische Gruppe (východoslovenská skupina) mit Sitz in Košice unter Führung von Jozef Joštiak.

Eine Landesgruppe bestand aus mehreren „Rodobrana-Trupps“ (rodobranecká tlupa) eines Bezirks, an deren Spitze ein „Oberhaupt“ (náčelník) stand. Ein Trupp setzte sich wiederum aus mehreren, auf örtlicher Ebene organisierten „Rodobrana-Flügeln“ (rodobranecké krídlo) zusammen. Diese zählten 20 bis 25 (möglichst unverheiratete) Männer.
Im August 1926 kam es im Zuge des großen Zuwachses an Mitgliedern zu einer Reform der Organisation. Fortan bestanden nur noch zwei Gruppen: die westliche Gruppe unter Führung von Anton Snaczký mit Sitz in Bratislava, und die östliche Gruppe unter Führung von Karol Belanský mit Sitz in Košice. Die kleinste Einheit bildete nun ein Schwarm (roj), bestehend aus sechs Rodobrantzen und einem Anführer (veliteľ). Drei Schwärme bildeten einen Zug (čata), der von einem Zugleiter (veliaci čatár) befehligt wurde. Vier Züge eines Bezirks bildeten eine Kompanie (rota), an deren Spitze ein Kapitän (kapitán) stand. An der Spitze der Hierarchie stand Vojtech Tuka als „Landesbefehlshaber“ (krajinský veliteľ). Auch die Namensgebung der einzelnen Rodobrana-Einheiten erhielt eine einheitliche Regelung: Die Rodobrana-Schwärme erhielten arabische Bezeichnungen, die Rodobrana-Züge erhielten römische Bezeichnungen und die Kompanien wurden nach den Bezirken benannt, in denen sie organisiert waren. Während ihrer Dienstzeit wurde zwischen Rodobrantzen geduzt und gegenseitig die Anrede „Bruder“ (brat) verwendet.

### Verhältnis zur Gesamtpartei
Von bedeutenden Rodobrantzen wie Karol Sidor wurde zwar beteuert, dass der Wehrverband „das schwarze Heer Andrej Hlinkas“ sei. Dennoch gestaltete sich das Verhältnis zwischen den politischen Führungen von Hlinka-Partei und Rodobrana immer wieder auch als problematisch. Selbst Parteichef Hlinka, der ihre Sicherheitsaufgaben befürwortete, verhielt sich ihr gegenüber oftmals misstrauisch. Zwar unterstand die Rodobrana formal der Kontrolle der Partei, welche seit 1923 Regeln und Vorgaben für den Wehrverband festlegte. Dennoch blieben einige ihrer Aktivitäten nicht nur der Öffentlichkeit, sondern auch der Partei verborgen. Die Tätigkeiten des Rodobraner Flügels um Tuka führten insbesondere 1926/1927 zu innerparteilichen Auseinandersetzungen. Während die Mehrheit der Ludaken sich für Verhandlungen in Richtung eines Eintritts in die tschechoslowakische Regierung entschied, propagierten die Rodobrantzen das Motto „Erst die Autonomie, dann der Regierungseintritt“. In den Augen der anderen tschechoslowakischen Parteien konterkarierte die Propaganda des Tuka-Flügels den von der Hlinka-Partei angestrebten Ruf einer seriösen, staatstragenden Partei. Der Vize-Vorsitzende der Ludaken, Jozef Buday, kritisierte die Rodobrana in dieser Hinsicht als „ein nichtslowakisches Element“, welches die Existenz der gesamten Partei gefährde. Innerhalb des klerikalen Parteiflügels galten Ferdinand Juriga und Florián Tománek als die härtesten Kritiker der Rodobrantzen. Beide bestanden auf ihrer Loyalität zur Tschechoslowakischen Republik und wollten die slowakische Autonomie mit demokratischen Mitteln erreichen.
Die Rodobrantzen um Alexander Mach, Karol Murgaš und den Chefredakteur der radikalen Zeitschrift Autonómia, Anton Sznacký, planten wiederum für den 9. April 1928 in Žilina die Gründung einer eigenen, radikal-autonomistischen Partei. Für die Finanzierung ihres politischen Projektes suchten sie dabei beim ungarischen Konsulat um Unterstützung an. Die konstituierende Sitzung der neuen „Partei der slowakischen Autonomisten“ (Strana slovenských autonomistov) wurde jedoch von etwa dreißig Ludaken gestürmt, wobei es zu einer Saalschlacht kam, die erst von der tschechoslowakischen Polizei aufgelöst wurde. Die Führungsspitze der neuen Partei mit Anton Sznacký der Spitze wurde verhaftet. Nichtsdestotrotz blieb die Rodobrana als Organisation ein fester Bestandteil der Hlinka-Partei. Die Parteiführung hatte ein Interesse daran, das in der Slowakei vorhandene Potenzial an faschistischen Wählern und Aktivisten innerhalb der Rodobrana zu halten, um es nicht an die tschechischen Faschisten des NOF zu verlieren. Auch wenn einige führende Konservative in der Partei gegenüber der Rodobrana Vorbehalte hegten, war der Faschismus parteiintern damit zumindest „salonfähig“, auch wenn die Hlinka-Partei der Zwischenkriegszeit von Historikern nicht als faschistisch eingestuft wird.

### Verhältnis zum tschechischen Faschismus

Parteiemblem der NOF

Nach ihrer erneuten Zulassung 1926 knüpfte die Rodobrana auch Kontakte zu den tschechischen Faschisten, die im gleichen Jahr die Národní obec fašistická („Faschistische Volks-Gemeinschaft“, kurz NOF) gegründet hatten. Zwar hatte das Parteipräsidium der Ludaken noch vor der Auslandsreise Andrej Hlinkas in die USA 1926 beschlossen, dass die einzige Plattform für den Faschismus in der Slowakei die Rodobrana sein dürfe (den Rodobrantzen wurde auch ein Eintritt in die NOF untersagt). Jedoch nutzte der radikale Parteiflügel Hlinkas Abwesenheit, um mit den tschechischen Faschisten Gespräche aufzunehmen. Für die Rodobrantzen stellte die NOF einen möglichen Partner auf gesamtstaatlicher Ebene dar, mit dessen Hilfe sie sich die Durchsetzung ihrer politischen Forderungen erhofften. Die Verhandlungen führten dabei neben Vojtech Tuka auch Alexander Mach, der die NOF als „ordentliche Tschechen“ lobte, sowie später Jan Farkaš. Zwischen 1926 und 1928 verhandelten sie mit NOF-Funktionären u. a. über die Möglichkeit eines gemeinsamen faschistischen Putsches gegen die Republik. Die Zusammenarbeit zwischen beiden Gruppierungen stand jedoch vor machtpolitischen, ideologischen und persönlichen Hindernissen.
Zum einen war die NOF keine reine Wehrorganisation wie die Rodobrana, sondern trat von Anfang an als politische Partei auf, die sich in der gesamten Tschechoslowakischen Republik etablieren wollte. Daher konkurrierte der slowakische Ableger der NOF mit Hlinkas Slowakischer Volkspartei um das rechtsradikale Wählerpotenzial in der Slowakei, welches die Ludaken bereits weitgehend mit der Rodobrana abdeckten. Als „tschechischer Import“ rekrutierte die NOF ihre slowakische Wählerschaft daraufhin vor allem aus den tschechischen Angestellten in Bratislava, konnte aber auch Wähler aus der ungarischen Minderheit der Slowakei mobilisieren. Ein weiteres Problem für die beiderseitige Kooperation stellte das schlechte persönliche Verhältnis Andrej Hlinkas zum Führer der tschechischen Faschisten Radola Gajda dar, den Hlinka für völlig unfähig hielt.
Den entscheidenden Punkt zum Scheitern der Verhandlungen lieferte schließlich die Uneinigkeit bei der „slowakischen Frage“. Die tschechischen Faschisten hielten zunächst am zentralistischen Staatsmodell fest und wurden von der staatsfeindlichen Rhetorik der Rodobrana abgestoßen. Später erkannte die NOF die slowakischen Autonomiebestrebungen zwar grundsätzlich an und war auch bereit, die Slowaken als separate Nation im gemeinsamen tschechoslowakischen Staat zu akzeptieren. Die politischen Forderungen der Rodobrana gingen ihr jedoch zu weit. In den Verhandlungen mit der Rodobrana versuchten die tschechischen Faschisten 1928 schließlich diese aus der Hlinka-Partei herauszulösen und stattdessen in die NOF einzugliedern. Die Bemühen der NOF, einen auf „slawischer Wechselseitigkeit“ basierenden, gemeinsamen „tschechoslowakischen Faschismus“ durchzusetzen, liefen jedoch ins Leere. Bei den tschechoslowakischen Parlamentswahlen 1935 erreichte die NOF in der Slowakei gerade einmal 2 Prozent der Wählerstimmen.

### Ideologie

#### Programmatische Schriften

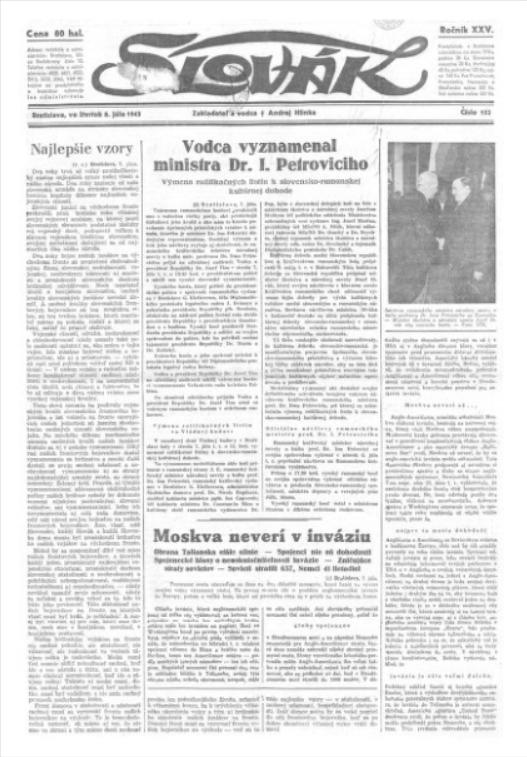
Titelseite des Slovák („Der Slowake“), der Parteizeitung der Ludaken, deren Chefredakteur Tuka war.

Zwischen 1923 und 1925 verfügten die Rodobrantzen noch über keine klar definierte Ideologie. Ihr erstes offizielles Programm – die am 31. Januar 1923 bei ihrer Gründung in Kraft getretene „Regelung für Veranstalter bei Versammlungen, Sitzungen und Feierlichkeiten“ (Úprava pre poriadateľov na zhromaždeniach, poradách a slávnostiach) – legte die Aufgaben des Wehrverbandes nur in Form von kurzen „Zehn Geboten“ (Desatoro prikázaní) fest, zu deren Einhaltung jedes Mitglied verpflichtet wurde:
1. Sei treu deiner slowakischen Nation
2. Halte dich an deine slowakischen Prinzipien
3. Bekenne dich öffentlich zu deiner slowakischen und christlichen Überzeugung
4. Ehre die Gesetze und die öffentliche Ordnung und halte sie ein
5. Schütze jeden vor Gewalt
6. Sei deinen Mitbrüdern ergeben
7. Halte die Disziplin ein
8. Verhalte dich schweigsam
9. Gewinne neue Rodobrantzen
10. Ehre die Freiheit anderer Überzeugungen[71]

Damit standen zunächst christliche und nationale Aspekte im Zentrum des Programms, mit denen man sich vor allem gegenüber den Tschechen abgrenzen wollte. Auch wenn die Gebote Nr. 7, 8 und 9 andeuteten, dass die Aktivitäten der Rodobrana über eine bloße Ordnertätigkeit hinausgehen sollten, zog das Programm keinerlei Verbindung zwischen dem politischen Katholizismus der Hlinka-Partei und der Rodobrana auf der einen und dem Faschismus auf der anderen Seite. Ebenso enthielten die „Zehn Gebote“ auch keine für faschistische Bewegungen typische Forderungen (aus Sicht der Comparative Fascist Studies) nach einer Erlösung und Wiedergeburt der eigenen Nation. Nur bei ihren alltäglichen Aktionen orientierten sich die Rodobrantzen an der faschistischen Praxis der italienischen Schwarzhemden. Deren Nachahmung erfolgte zunächst nur oberflächlich und beschränkte sich auf das Tragen von schwarzen Hemden, das Salutieren mit erhobenem rechten Arm, Straßenschlägereien und Vandalismus. Eine tiefergehende ideologische Indoktrinierung der Rodobrana mit faschistischem Gedankengut blieb zunächst aus. Dies änderte sich erst Anfang 1926, als Tuka damit begann, die Rodobrana systematisch von einer einfachen Schlägertruppe zu einer faschistischen Bewegung zu transformieren. Als erste mediale Plattform diente ihm dabei die Parteizeitung Slovák, deren Chefredakteur er war. Ab Neujahr 1926 starteten Tuka und seine Gefolgsleute im Slovák eine Pressekampagne, in deren Rahmen sie ihre Leserschaft schrittweise an faschistische Ideen heranführen wollten.
Eine entscheidende Rolle bei der programmatischen Neuausrichtung kam der seit 25. Juli 1926 erscheinenden Zeitschrift Rodobrana zu. Dieses Printmedium war die historisch erste faschistische Zeitschrift, die in der Slowakei herausgegeben wurde, und galt bis 1927 als „politische Bibel“ der Bewegung. Schon in ihrer ersten Nummer veröffentlichte die Zeitschrift für die Rodobrantzen ein „Programm der slowakischen Rodobrana“ (Program slovenskej Rodobrany). In den Punkten 4 und 5 des Programmes bekannten sich ihre Mitglieder nun offen dazu, den „faschistischen Gedanken“ in der Slowakei verwirklichen zu wollen. Der führende Kopf hinter der Rodobrana war Alexander Mach, ein ehemaliger Student am katholischen Priesterseminar und junger Aktivist der Hlinka-Partei. Gerade er wurde von Tuka als Schlüsselfigur für die faschistische Reorganisation seiner Bewegung ausgewählt. Mach fungierte als Herausgeber und Chefredakteur, hatte in Absprache mit Tuka die Richtlinien der Zeitschrift festgelegt, und lieferte selbst den größten Teil der veröffentlichten Beiträge. Damit beteiligte sich Mach in den betreffenden Jahren maßgeblich an der Entwicklung der Rodobraner Ideologie. Weitere wichtige Mitarbeiter der Zeitschrift waren der Redakteur Peter Pridávok, der als Autor von slowakischen Märchen und Lesebüchern hervorgetreten war, und auch der slowakische Dichter Andrej Žarnov konnte für die Mitarbeit an der Rodobrana gewonnen werden.
Das Projekt feierte zunächst Erfolge: die Auflage stieg von 6.000 auf 30.000 Stück an. Nachdem ihre ersten beiden Ausgaben vollständig erscheinen konnten, wurde die Rodobrana jedoch aufgrund ihrer radikalen Autonomieforderungen sowie ihrer Kritik am tschechoslowakischen Staat bald zu einer der am meisten zensierten Publikationen in der Slowakei. Beschlagnahmungen von tschechoslowakischen Behörden setzten der Zeitschrift zusätzlich zu. Die ursprünglich als Wochenblatt konzipierte Rodobrana konnte daher nur noch unregelmäßig erscheinen, und Ende 1928 waren ihre finanziellen Mittel erschöpft. Ihre letzte Nummer wurde am 1. Januar 1929 veröffentlicht, danach verhinderten die Festnahmen Tukas und Machs ein weiteres Erscheinen der Zeitschrift. Allerdings hatte schon im Frühjahr 1928 eine von Vojtech Tuka veröffentlichte Taschenbroschüre mit dem Titel „Rodobraner Katechismus“ (Rodobranecký katechizmus) die Zeitschrift Rodobrana als wichtigsten ideologischen Leitfaden der Bewegung abgelöst. Durch Tukas Katechismus erfuhr die Rodobraner Ideologie eine detailliertere Ausarbeitung, die er in Form von 58 beantworteten Fragen erläuterte, die sich mit den Rechten und Pflichten der Rodobrantzen beschäftigten. Die erste Auflage der Schrift wurde jedoch von den tschechoslowakischen Behörden konfisziert, woraufhin eine zweite Auflage noch im selben Jahr erschien.
Sowohl Vojtech Tuka als auch Alexander Mach betonten auch nach 1926 weiterhin den Vorbildcharakter des italienischen Faschismus. So schrieb Tuka über seine Schöpfung am 17. Juli des gleichen Jahres in der Parteizeitung Slovák: „Das glänzende Beispiel Italiens zeigt uns den Weg […]. Unsere tapfere Rodobrana, die slowakischen Faschisten, brennen vor Enthusiasmus, ihre Muskeln sind durch Selbstsicherheit gestärkt. Sie sind von unserer faschistischen Stärke, unserem Programm und unserer Furchtlosigkeit beseelt […].“ Ebenso glorifizierte die Zeitschrift Rodobrana das Mussolini-Regime, ließ Auszüge aus Mussolinis Tagebüchern abdrucken und Alexander Mach betonte persönlich die Verbundenheit beider Bewegungen, indem er einerseits die Rodobrana als Repräsentantin eines slowakischen Faschismus bezeichnete, andererseits in Benito Mussolini den Führer der „italienischen Rodobrantzen“ sah. Dennoch konnte die Rodobrana die italienische Ideologie nicht einfach nur kopieren. Eine derartige Übernahme wäre insbesondere bei der konservativen Parteiführung der Ludaken auf Ablehnung gestoßen, da sich das antiklerikale Mussolini-Regime bis zu den Lateranverträgen von 1929 im offenen Konflikt mit dem Vatikan befand. Zum Wesensmerkmal der Rodobraner Ideologie, wie sie Mach und noch genauer Tuka entwickelten, wurde daher die Vermengung von slowakischem Ultranationalismus mit religiösem Mystizismus.
Eine militante mystizistische Rhetorik, die auch eine sonderbare katholische Esoterik beinhaltete, kultivierte Tuka spätestens seit seiner 1921 veröffentlichten Schrift „Die Krieger Christi“ (Kristoví bojovníci). Die Broschüre erschien noch zu Tukas eigenen Kosten im Selbstverlag, und war eine verschriftlichte Form seiner Rede vom 14. August 1921, gehalten in der Stadt Žilina auf einer Tagung der katholischen Studentenverbindung Moyzes. Es war Tukas erste öffentliche Rede seit der Gründung der Tschechoslowakischen Republik im Jahr 1918, gleichzeitig offenbarte sich darin bereits eine neuartige Kommunikations- und Mobilisierungsstrategie gegenüber der katholischen Jugend. Im Jahr 1925 publizierte Tuka dann über den „Verein des Heiligen Adalbert“ (Spolok svätého Vojtecha) die Schrift „Ehrfurcht vor dem Heiligblut Christi“ (Úcta svätej krvi Kristovej), in der er seinen Mystizismus weiter konkretisierte. Obwohl beide Schriften nicht unmittelbar im Zusammenhang mit der Rodobrana entstanden, bildeten sie ab 1926 die Grundlage für das mystizistische Element im neuen Ideologiegemisch, und fanden 1928 auch inhaltlichen Eingang in Tukas „Rodobraner Katechismus“.

#### Militanter Mystizismus: Die Blutsbrüderschaft der „Krieger Christi“

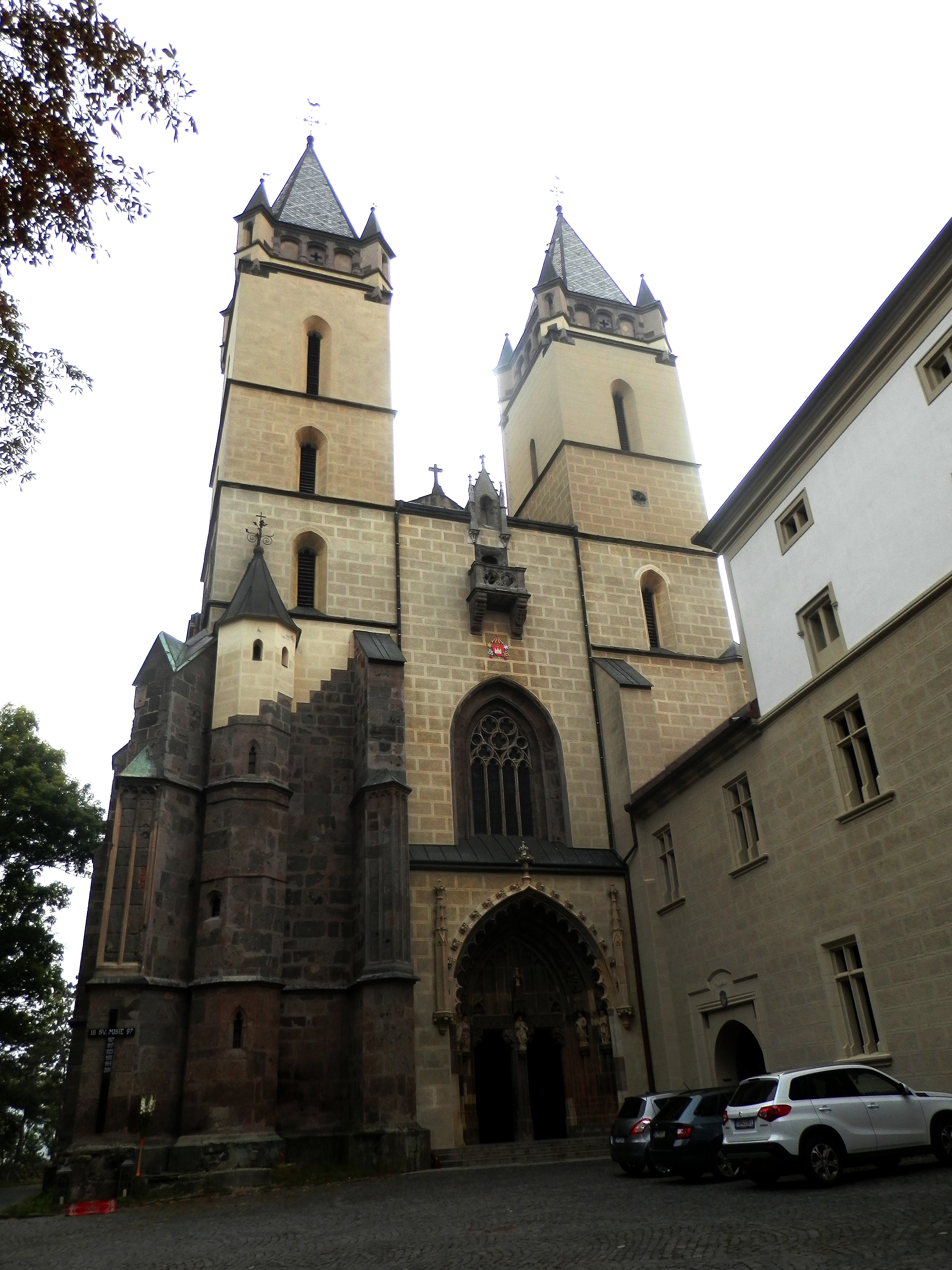
Außenansicht der Basilika St. Benedikt, zentrale Kultstätte der Rodobrana

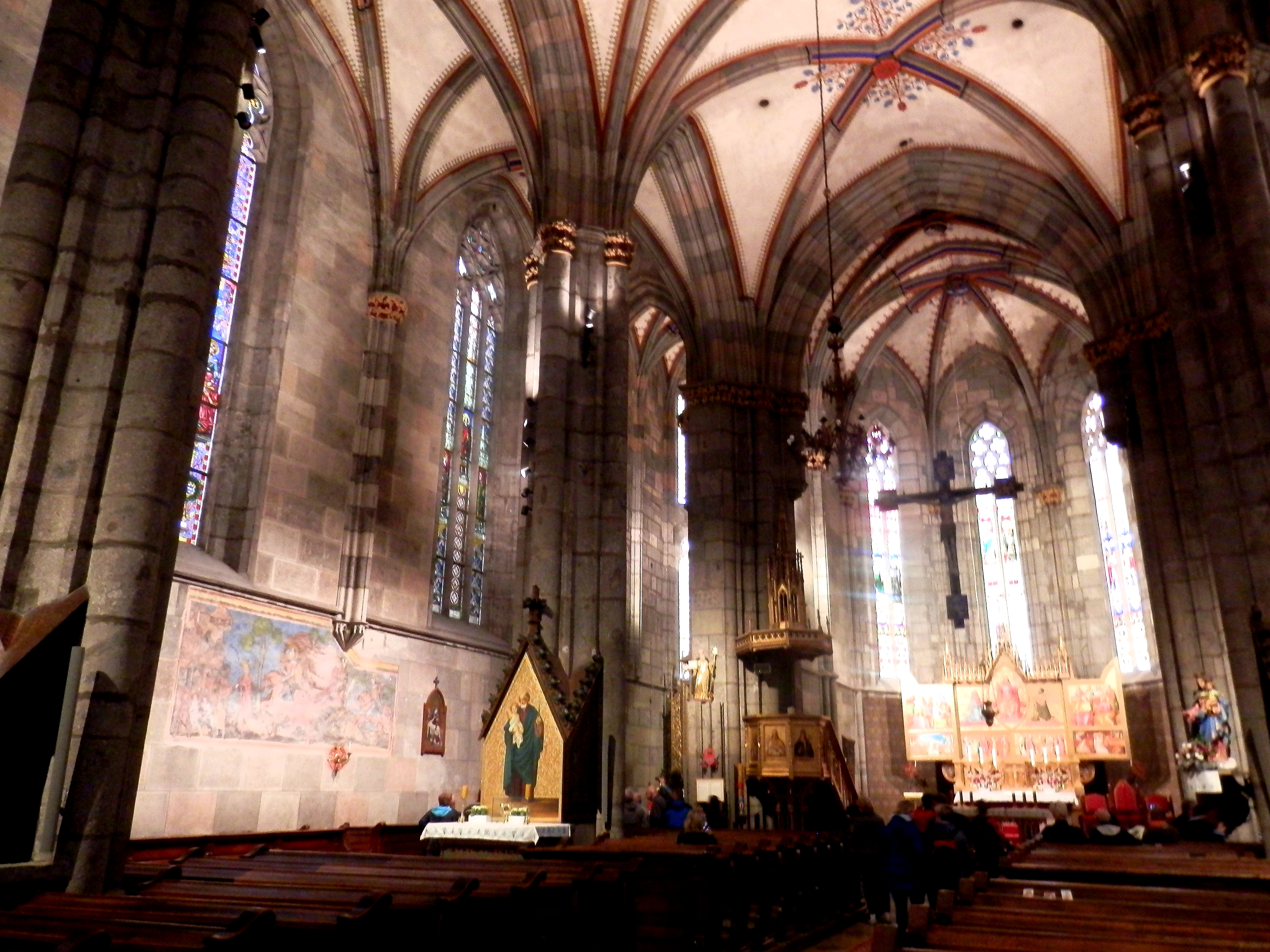
Innenansicht der Basilika St. Benedikt, in der die Rodobrana „politische Messen“ und „Gralsritter-Zeremonien“ abhielt.

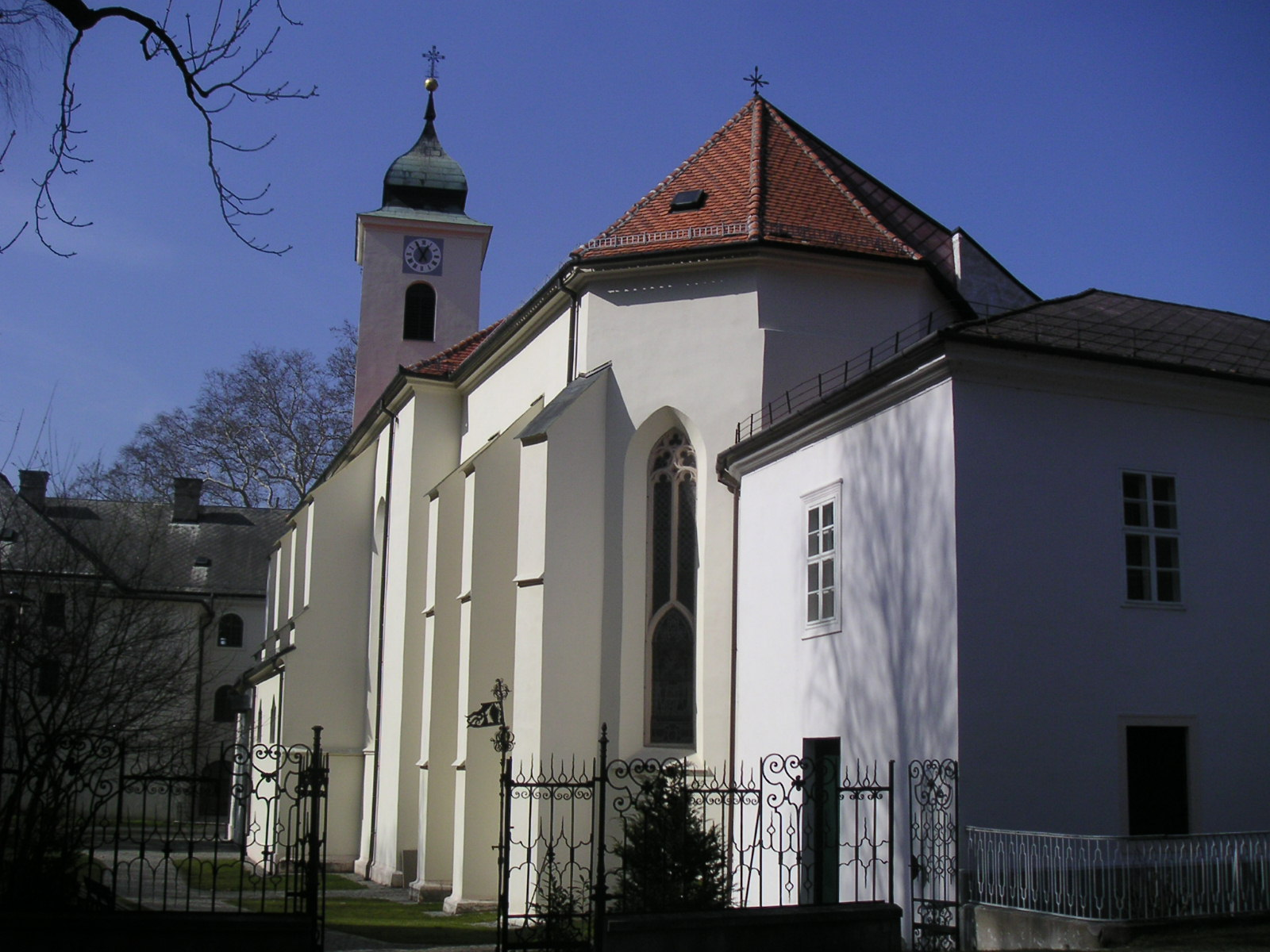
Die Wallfahrtskirche in Marianka, eine der Kultstätten der Rodobrana

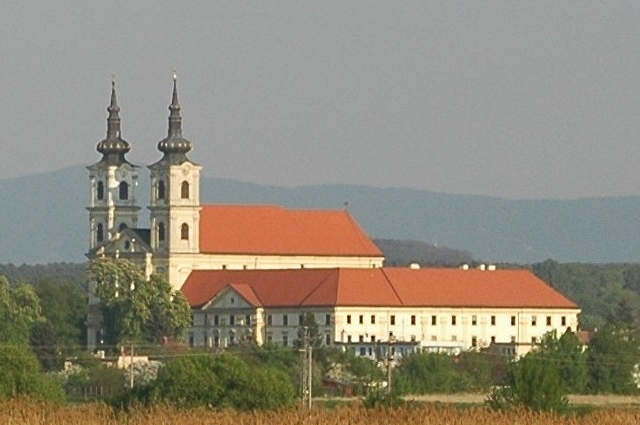
Die Basilika von den Sieben Schmerzen Mariens, eine der Kultstätten der Rodobrana

Das mystizistische Element stellte im Verhältnis der Rodobrana zur Hlinka-Partei eine wesentliche Besonderheit dar. Es setzte sich deutlich vom traditionellen christlichen Glaubensverständnis ab, wie es zur charakteristischen ideologischen Grundlage der Ludaken gehörte. Im Zentrum dieses esoterisch-katholischen Mystizismus stand der von Tuka propagierte Kult um das „Heiligblut Christi“. Es handelte sich dabei um die in der mittelslowakischen Basilika St. Benedikt aufbewahrte Heiligblut-Reliquie, das Schweißtuch der Veronika, welches dem Benediktiner-Kloster im Jahr 1483 vom ungarischen König Matthias Corvinus geschenkt wurde. Die Reliquie, die angeblich Bluttropfen von Christus enthielt, wurde von Tuka zum „slowakischen Heiligen Gral“ erklärt, der das christliche und das nationale Element in sich vereint.
Im Jahr 1925 gründete Tuka die „Vereinigung der Verehrer des Heiligblutes Christi“ (Sdruženie Ctiteľov Sv. Krvi Kristovej) und rief die slowakische Öffentlichkeit zur Pflege des Kultes um den „slowakischen Heiligen Gral“ auf. Für Mitglieder von Tukas „Vereinigung“ war die strenge Einhaltung der kirchlichen Regeln obligatorisch. Darüber hinaus verpflichteten sie sich dazu, täglich ein Ave Maria aus Verehrung zur Reliquie zu beten, einmal monatlich die Litanei zu beten und einmal im Leben zur Klosterkirche St. Benedikt zu pilgern. Ab 1926 nutzten die Rodobrantzen die St. Benedikt Basilika als ihre zentrale Kultstätte. Teil der dort stattfindenden „politischen Messen“, an denen mehrere Tausend Mitglieder der Rodobrana teilnahmen, waren neben religiösen Andachten auch Paraden, Eidablegungen und Weihen von Rodobrana-Fahnen sowie sogenannte „Gralsritter-Zeremonien“, die von Kommandanten der Rodobrana abgehalten wurden. Neben der St. Benedikt Basilika wurden aber auch andere katholische Wallfahrtsorte genutzt, wie zum Beispiel Marianka (deutsch: Mariatal) und Šaštín (deutsch: Maria).
In der Ideologie der Rodobrana stand das Heiligblut nicht nur für das Leiden Jesu, sondern diente auch als ein Symbol der Reinigung, dass die Rodobrantzen als seine Verehrer und ihre Handlungen heiligt. Der Kult um das Heiligblut wurde somit zu einem Mittel der Sakralisierung des politischen Kampfes der Rodobrana für eine „gereinigte Slowakei“. In den Worten von Matej Buček, des Priesters der St. Benedikt Basilika, der ein Nachwort zu Tukas Schrift von 1925 verfasste, werde somit durch „das Heiligblut das Blut unserer Nation erneuert“. Im angestrebten Prozess der nationalen Auferstehung wurde das „reine Blut“ dadurch zum bestimmenden Element der neuen nationalen Gemeinschaft. Insofern wurde die slowakische Nation von Tuka nicht als Ethnie oder Glaubensgemeinschaft definiert, sondern als Blutsbrüderschaft. Bei der Rodobrana spiegelte sich dieses Selbstverständnis nicht nur in ihrem Namen wider (der Wortstamm rod bezieht sich auf eine Blutlinie), sondern auch in ihrem Eid. Bei ihrer Aufnahme in die Rodobrana schwörten die neuen Mitglieder „auf das kostbarste Heiligblut“ immer „die Ehre und Freiheit der Heiligen Kirche verteidigen“ sowie für die „heiligen, gottgegebenen Rechte“ der slowakischen Nation zu kämpfen. Sie schwörten „treue und gehorsame Krieger Christi“ zu sein und „selbst in Zeiten größter Not und Gefahr“ nach dem Beispiel Christi bereit zu sein, „diesen Schwur mit Blut zu besiegeln“.
In Tukas politischen Plänen kam der Rodobrana die Rolle eines „Laboratorium[s] für das Klonen einer neuen Art von Bewegung“ zu, welche wiederum „als Plattform für die Schaffung einer qualitativ neuen Nation dienen sollte“ (Anton Hruboň). Diese neue nationale Gemeinschaft der „Krieger Christi“, als deren unangefochtener Führer sich Tuka positionierte, sollte einen neuen Typus des modernistischen Menschen darstellen. Als „politischer Kreuzritter“ solle dieser für eine „vom Geist Christi durchdrungene“ und „vom Schmutz gereinigte Slowakei“ kämpfen, um sich damit aktiv, vital und motiviert an einer Erweckung der Slowakei zu beteiligen. Tuka glorifizierte den von ihm erdachten „Krieger Christi“ als „den Auserwählten“, der im Kampf gegen „Böses, Ungerechtigkeit, Unmoral, Korruption und Elend“ sicherstellt, dass „unsere slowakische Nation aus ihrem nationalen Schlummer erwacht“. In der Parteizeitung Slovák appellierten die Rodobrantzen insbesondere an die männliche slowakische Jugend, sich der Vereinigung anzuschließen, und so zu „Rittern des Heiligen Grals“ zu werden: „Unsere slowakische Nation wartet auf die neuen Ritter, auf starke Männer stählernden Willens, fester Werte und mutiger Herzen. Geheiligt mit dem Blute Christi werden wir zu solchen.“
Von entscheidender Bedeutung für die von den Rodobrantzen betriebenen Faschisierung des Katholizismus war eine Umdeutung von Jesus Christus, der elementaren Figur des christlichen Glaubens, zu einem „arischen Helden“. In ihrer Propaganda beschränkten sie das Leben Jesu einseitig nur auf jene Aspekte, welche sie ideologisch auswerten konnten, zum Beispiel seinen revolutionären Charakter, seine Tapferkeit und sein Martyrium. Die jüdische Herkunft Jesu hingegen wurde unterschlagen, und überhaupt alle neutestamentarischen Bezüge zum Judentum. Für die Ideologie der Bewegung benötigten sie Jesus in erster Linie als Symbol. Die Rodobrantzen beteten während ihren Ritualen Christus nicht als solchen an, sondern betonten vor allem die für ihren Mystizismus wichtigen Werte, zum Beispiel sein Opfer für den Kampf um die Wahrheit, die zur Rettung der Welt führt. Die „politischen Messen“ der Rodobrana wurden folgerichtig als eine Möglichkeit betrachtet, Gottes Segen für die politischen Ziele der Rodobrantzen zu erbitten. Anton Hruboň (2021) konstatiert: „Nur dieser arische Christus konnte den Reinheitswahn der Rodobrana und ihre Vorstellung von einer gereinigten Nation befriedigen, die aus einer geistigen Revolution unter der Schirmherrschaft einer imaginären Heiligung durch reines Blut hervorgeht.“
Der von der Rodobrana gepflegte Fetischismus um das Märtyrertum wie auch um die Anwendung von Gewalt diente somit allein ihrem ideologischen Endziel: einer geistigen Erneuerung der Nation und der Bildung eines sakralisierten Kollektivs, einer Nation, die durchdrungen wäre von einem totalitären, politisch instrumentalisierten Christentum. Für gewöhnliche praktizierende Christen war in Tukas spiritueller Bewegung kein Platz. Gefordert wurden „wiedergeborene Ritter der Kirche“, die „für den Glauben im öffentlichen Schlachtfeld“ eintreten.

#### Ultranationalistische Revolution: „Niedergang“ – „Säuberung“ – „Auferstehung“
Für die Rodobrantzen befand sich die slowakische Nation im Niedergang. Tuka diagnostizierte der slowakischen Nation einen „klinisch toten“ Zustand, sie sei „beherrscht von Sünde“ und „den Korrupten“. Darunter verstand er Säkularismus, Liberalismus, Sozialismus wie auch die protestantische Tradition der Hussiten, die er allesamt mit der neugegründeten Tschechoslowakei assoziierte. In ähnlicher Weise verglich auch Tukas „rechte Hand“ Alexander Mach die Lage in der Slowakei mit „einem riesigen Friedhof“, und betonte das antisemitische Feindbild „jüdischer Interessen“ der „internationalen gottlosen Diebe“ und „Krummnasigen“, welche „sich den baldmöglichen Untergang unserer Freiheit [wünschen]“. Die Tschechen wiederum wurden von den Rodobrantzen als Atheisten und Sozialisten verunglimpft. Man kritisierte die „heidnischen tschechischen Werte“ bzw. warf ihnen pauschalisierend vor, sie würden in der Slowakei die „Werte von Hunden verbreiten“ und dem slowakischen Handwerker und Händler sein „Brot wegnehmen“. Ähnlich ließ sich die Rodobrana auch gegenüber der ungarischen Minderheit aus. Insgesamt praktizierten die Rodobrantzen eine militante Feindschaft gegenüber allen Gruppen, die von ihnen als ideologische „Feinde“ definiert wurden – sie verunglimpften sie mit vulgär-primitivem Nationalchauvinismus bzw. mit esoterisch-religiöser Demagogie. So attackierte Mach die Gegner der Hlinka-Partei als „Pforten der Hölle“, als „die Antichristen“, „die Teufel“ oder als „Beelzebub“. Gleichzeitig bezeichnete er die Ideologie der Rodobrana als „die Wahrheit“.

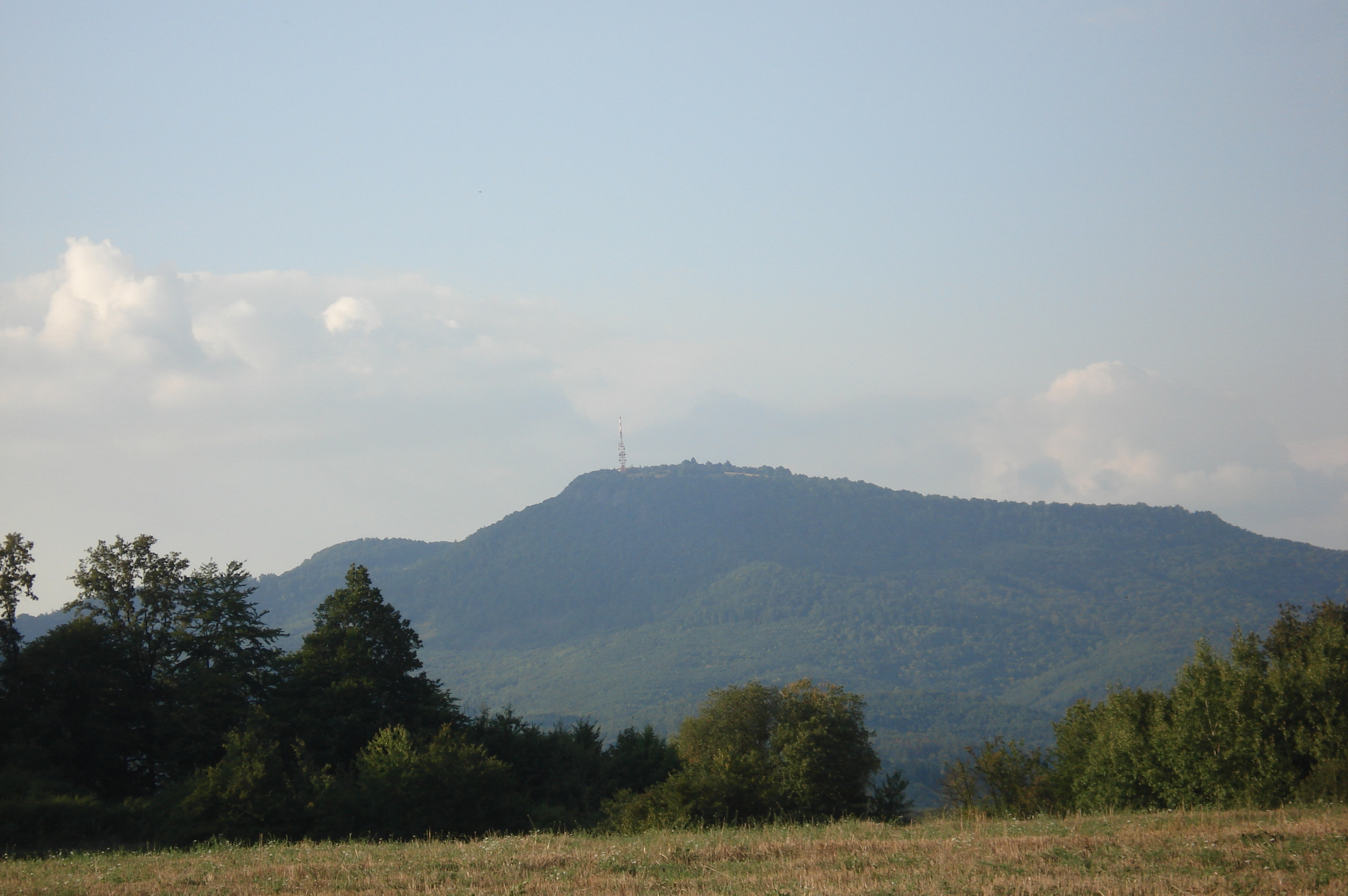
Der Berg Sitno, Standort jenes sagenhaften verwunschenen Heeres, von dem die Rodobrana ihre „nationalrevolutionäre Tradition“ ableitete

Die einzige Auswegsmöglichkeit zur Wiederbelebung der bedrohten slowakischen Nation, so Tuka, stelle die Rodobrana als neue politische Avantgarde mit ihrer sakralisierten Mission zur „Rettung der Nation“ dar. Er rief die jungen Slowaken dazu auf, die Slowakei kulturell durch eine spirituelle Revolution zu erobern und sie zu einer neuen, helleren Zukunft zu führen. Auch Mach beschwor ein sich näherndendes, apokalyptischen Aufeinandertreffen zwischen dem von der Rodobrana repräsentierten „national-christlichen Lager“ und „der Horde des Antichristen“. Die Rodobrana, die sich auf „den heiligen Weg unserer nationalen Erlösung“ begäbe, würde jedoch mit Gott an ihrer Seite aus diesem epochalen Kampf zwischen „Licht“ und „Schatten“ als Siegerin hervorgehen. Dieser revolutionäre Nationalismus der Rodobrana unterschied sich deutlich vom damaligen Nationalismus der Hlinka-Partei. Der Nationalismus der Rodobrana war somit nicht nur aggressiv-chauvinistisch, sondern auch palingenetisch und revolutionär ausgerichtet.
Die zentralen Motive der „Reinigung“ und „Auferstehung“ waren auch beim verschriftlichten Gründungsmythos der Organisation enthalten, der in der ersten Zeitungsausgabe der Rodobrana abgedruckt wurde. Unter Bezugnahme auf die slowakische Sage Zakliate vojsko pod Sitnom („Das verwunschene Heer unter dem Sitno“), wurden die Rodobrantzen mit den dort erwähnten Rittern gleichgesetzt, die in einer Burg auf dem Berg Sitno gefangen seien und auf den Moment der Erlösung warten. Gleich den Rittern der Sage, würden auch die Rodobrantzen als „neue Ritter“ durch die „Schreie des slowakischen Volkes“ geweckt, um dieses „von den Parasiten“ und dem Kommunismus zu befreien. Im Rahmen der Rodobraner Ideologie konstruierte Tuka eine ganze nationalrevolutionäre Tradition der Slowaken, als deren Vollender er die Rodobrantzen betrachtete. Neben den sagenhaften Rittern von Sito reihte er weitere „revolutionäre Vorgänger“ seiner Bewegung ein: die slowakischen Kuruzen des 18. Jahrhunderts, Räubergemeinschaft um Juraj Jánošík, den antiungarischen Aufstand slowakischer Freiwilliger unter Ľudovít Štúr 1848/1849, die Opfer des Massakers von Černová und die Tschechoslowakischen Legionen. Mit dem Verweis auf ihre angebliche nationalrevolutionäre Tradition grenzte sich die Rodobrana deutlich vom klassischen Konservatismus ab, und sah sich im Wettstreit mit alternativen Formen der Moderne wie dem Liberalismus und Sozialismus. Politisch verstanden die Führer der Rodobrana unter der angestrebten „neuen“, „christlichen“ und „slowakischen Slowakei“ eine autonome Slowakei in einem föderativen Bund mit dem tschechischen Landesteil, geführt von der Hlinka-Partei und „gesäubert“ vom tschechischen Einfluss am Arbeitsmarkt, von den Juden in der Wirtschaft, vom Sozialismus in der Politik sowie von nationalen Minderheiten. Allein die Hlinka-Partei könne den katholischen Glauben vor dem atheistischen Bolschewismus, dem antichristlichen Liberalismus und den jüdischen „Gottesmördern“ bewahren.
Dabei galt gerade die „Säuberung“ der slowakischen Gesellschaft als notwendiges politisches Mittel. So hieß es im Punkt 27 des Rodobraner Katechismus: „Wir müssen zuerst die Nation selbst mit starker Hand und starkem Willen säubern. Die Säuberung muss mit Entschlossenheit und Rücksichtslosigkeit vorangetrieben werden. Nicht nur mit unserem Mund, sondern vor allem mit unseren Taten. Wir müssen die Nation von Korruption, Vetternwirtschaft und Habgier befreien. Die Rettung der Nation liegt in der moralischen Wiederbelebung!“ Die Rodobrantzen, so verlautbarte Mach, seien „Träger von heiligen nationalen und christlichen Prinzipien“ und Soldaten jener „faschistischen Armee“, welche „das öffentliche Leben säubert, für die Slowakei die Freiheit gewinnt und die Republik von den roten Blutegeln befreit“ sowie „die roten Tyrannen von Prag, von Moskau und von den Krummnasigen“ beseitigt. Unmissverständlich drohte Mach der jüdischen Bevölkerung in der Zeitschrift Rodobrana von 1926: „[…] wir werden sie unbarmherzig wegfegen! Wir müssen sie wegschaffen, wenn wir wollen, dass der Staat von diesem abscheulichen Dreck gereinigt wird.“ Bezeichnend waren auch die antitschechischen Parolen, mit welchen sich die Rodobrantzen bei Veranstaltungen gegen die Anwesenheit von Tschechen in der Slowakei aussprachen. So erklärte Vojtech Hudec, der erste offizielle Rodobranaführer, dass die Rodobrantzen nach der angestrebten Ausrufung einer slowakischen Territorialautonomie die tschechischen Soldaten in ihren Kasernen umstellen, entwaffnen und anschließend alle Tschechen aus der Slowakei „rausprügeln“ würden. Weitere Sprüche der Rodobrantzen lauteten „Schande über sie!“, „Raus mit ihnen!“, „Erhängt sie!“ oder „Vergiftet sie!“.
Die Ideologie der Rodobrana richtete sich jedoch nicht nur gegen die in der Slowakei lebende tschechische Bevölkerung, sondern auch gegen das politische System der Tschechoslowakei insgesamt. Zwar verlautbarte der Rodobraner Katechismus, dass die Bewegung „den Staat der Tschechen und Slowaken erhalten“ wolle und bereit sei, den „[tschechoslowakischen] Staat und die [slowakische] Nation bis zum letzten Blutstropfen zu verteidigen“. Auch bezeichnete Tuka selbst in der Parteizeitung Slovák die Rodobrana als „eine demokratische Chance, den Staat zu erneuern“. Allerdings sollte die Rodobrana, anders als die Hlinka-Partei, nicht an den demokratischen Institutionen teilnehmen, sondern versuchen diese zu umgehen und deren Gewaltmonopol zu untergraben. So verunglimpften die Rodobrantzen in ihrem Programm die tschechoslowakische Demokratie als „verunstaltete[n] so genannte[n] ‚Demokratie[n]‘“, in welcher „bestimmte Cliquen die staatliche Macht für ihre eigenen egoistischen Zwecke pachten und missbrauchen“. Gefordert wurde stattdessen „eine echte ‚Herrschaft des Volkes‘“ Bei anderer Gelegenheit richtete die Bewegung auch eine offene Kampfansage an die Republik: „Wir werden den Kampf beginnen, und wer sich gegen [uns] stellt, den entfernen wir, alles und jeden. Wir werden nicht auf die Errungenschaften schauen, [nicht] auf die Demokratie, [nicht] auf den Präsidenten, [nicht] auf die Interessen der Synagogen und Freimaurerlogen.“ Die Institutionen der tschechoslowakischen parlamentarischen Demokratie, gegen die Rodobrana aufgrund ihrer tschechenfeindlichen und staatsgefährdenden Aktivitäten repressiv vorgingen, wurden von der Rodobrana wiederum als „ungesetzlich“ kritisiert.

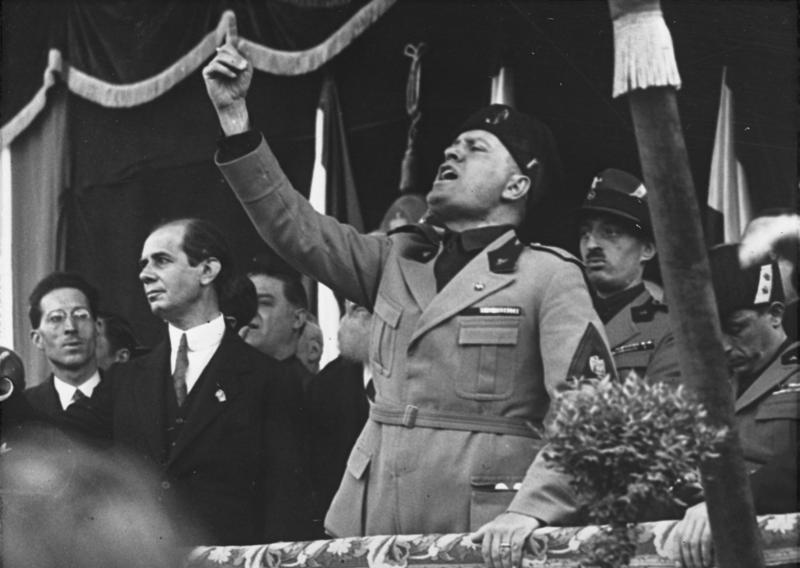
In Italiens Diktator Benito Mussolini (hier 1930 in Mailand) und seinem faschistischen Regime erblickten die Rodobrantzen ein erstrebenswertes Zukunftsmodell auch für die Slowakei.

Tatsächlich galt der Faschismus den Rodobrantzen als das erstrebenswerte Modell der Errettung, dem die politische Zukunft in Italien, der Tschechoslowakei und ganz Europa gehöre. Schon in ihrer ersten Ausgabe verglich die Zeitschrift Rodobrana die negativ konnotierten Verhältnisse in der tschechoslowakische Demokratie mit jenen im liberalen Italien, wie sie vor dem Beginn von Mussolinis Diktatur herrschten. Der vom faschistischen Regime geschaffene neue italienische Staat wird hingegen als Vorbild angepriesen. Auch in der Parteizeitung Slovák verlautbarte der Rodobranaführer Peter Pridávok: „Bei uns ist die Situation nur wenig erfreulicher als damals in Italien, [bevor] der ‚Duce‘ begann Ordnung zu schaffen, auch bei uns droht die Gefahr des Bolschewismus, auch bei uns werden Stimmen laut, die nach einem wiederbelebenden Faschismus rufen. Regierungskreise, sozialistische […] und jüdische Kreise haben wohl Angst vor ihm, beschmutzen ihn, möchten ihn im Keim ersticken, aber wir, wenn die faschistische Bewegung in der Tschechoslowakei eine solche moralische Wiederbelebung predigt wie in Italien, wir werden ihn hier begrüßen!“ Mussolini habe „mit starker Hand den Galgen entwurzelt und eine gesunde Saat in das italienische Land gesät“, so dass der „italienische Baum […] wieder gesundes Obst [trägt]: Ordnung, Ruhe, Wohlstand.“

### Tukas Außenkontakte
Während die innerorganisatorischen Aspekte das Kernelement von Machs Aufgabenbereich darstellte, lag das Knüpfen von außenpolitischen Kontakten ausschließlich bei Tuka. Seit 1923 pflegte Tuka einen engen Kontakt mit dem italienischen Faschisten Attilo Tamaro, der als Vorsitzender der Fasci italiani all’estero eine führende Rolle bei der Propaganda des faschistischen Regimes im Ausland einnahm. Tuka und Tamaro trafen sich bis 1927 in Wiener oder Bratislavaer Cafés, wobei Tuka über ihn auch die Aufmerksamkeit Mussolinis auf sich zog. Tukas Ansuchen von 1927, in dem er um konkrete Unterstützung für einen politischen Umsturz in der Slowakei bat, blieb jedoch unbeantwortet. Das faschistische Italien strebte zwar nach einem Ausbau seines machtpolitischen Einflusses in Mitteleuropa, sah jedoch von einem offenen Eingriff in die tschechoslowakische Innenpolitik ab. Im Rahmen seiner Arbeitsbesuche in Italien 1926 und 1927, die mit dem angespannten diplomatischen Verhältnis zwischen der Tschechoslowakei und dem Vatikan zusammenhingen, traf Tuka ebenfalls mit Vertretern der faschistischen Auslandsorganisation zusammen, jedoch blieben ihm die von ihm gewünschten „vertraulicheren Gespräche“ mit höheren faschistischen Parteifunktionären verwehrt. Er erhielt ausschließlich allgemeine Ratschläge, wie eine Indoktrination der Rodobrana mit faschistischer Ideologie bewerkstelligt werden könne, darüber hinaus jedoch keinerlei Zusagen. Ratschläge erhielt Tuka auch von den deutschen Nationalsozialisten, mit denen er im Herbst 1923 in München Gespräche führte. Ein Zusammentreffen mit Adolf Hitler gelang ihm während seines einwöchigen Aufenthalts zwar nicht. Jedoch stellten deutsche Parteifunktionäre ihm einen Militärexperten in Aussicht, für den Fall, dass ihr für November 1923 geplanter Putsch gegen die deutsche Regierung erfolgreich verlaufen würde.
Die wichtigste Motivation hinter Tukas außenpolitischen Aktivitäten war die Suche nach Unterstützern, welche die Rodobrana mit finanziellen Mitteln, militärischen Ausbildern und Waffen versorgen konnten. Zu seinen wichtigsten Kontakten zählten Angehörige des ungarischen Irredentismus. Tuka, der sich vor 1918 in konservativ-nationalistischen Kreisen Ungarns bewegt hatte, wurde frühzeitig zu einem Agenten der ungarischen Regierung, die ihm weiterhin seine ungarische Staatsbürgerschaft garantierte. Spätestens seit 1920 verfasste er regelmäßig Berichte über die politische Lage in der Slowakei für die Regierung in Budapest. In der Tschechoslowakei hatte Tuka zunächst eine Zusammenarbeit zwischen den Ludaken und der christdemokratischen Partei der ungarischen Minderheit in einem gemeinsamen „autonomistischen Block“ angestrebt, ließ diese Idee aber frühzeitig fallen. Dennoch ließ sich Tuka weiterhin als Spion von der ungarischen Regierung bezahlen und traf allein im Jahr 1926 mindestens zehnmal mit Ungarns Geheimdienstchef zusammen. Gleichzeitig versicherte Tuka gegenüber der Parteiführung der Ludaken, er habe alle Verbindungen zu Ungarns Regierung gekappt. Ebenfalls knüpfte er zusammen mit seinem engen Mitarbeiter Ján Farkaš Kontakte zu kroatischen Exil-Generälen, die sich später der Terrororganisation Ustascha anschlossen. Tuka und Farkaš verhandelten dabei mit ihren kroatischen Kontaktpersonen über die Zusendung von Bombenexperten sowie einer größeren Menge von Sprengstoff und Gewehren. Weitere Verbindungen umfassten auch polnische Autoritäten, Mitglieder der Weißen Armee oder bulgarische Terroristen. Schließlich bemühte sich Tuka in Wien auch um Kontakte zur Botschaft der Sowjetunion, und führte Sondierungsgespräche nicht nur mit den tschechischen Faschisten, sondern traf sich auch mit dem Kommunisten Klement Gottwald.
Für den slowenischen Historiker Borut Klabjan (2006) liefert die Rodobrana den Beweis dafür, dass vor dem späteren Einfluss des deutschen Nationalsozialismus auf den Slowakischen Staat bereits der italienische Faschismus auf die politische Landschaft der Slowakei eingewirkt hat.

### Zweites Verbot, Tuka-Prozess und Auflösung
Im Jahr 1927 wurde das Verbot der Rodobrana von 1923 wegen ihrer „Staatsgefährdung“ von der tschechoslowakischen Regierung Švehla erneuert, und die Organisation offiziell aufgelöst. Die Rodobrantzen blieben jedoch weiterhin aktiv. Zu Neujahr 1928 sorgte Vojtech Tuka für einen politischen Skandal, als er in einem Aufsatz in der Parteizeitung Slovák die These aufstellte, dass das slowakische Bekenntnis zum gemeinsamen tschechoslowakischen Staat, wie es 1918 in der Martiner Deklaration verkündet wurde, am 31. Oktober 1928 auslaufen würde. Tukas Annahme basierte auf einer Verschwörungstheorie, der zufolge es bei der Deklaration einen geheimen Zusatz gegeben hätte, der ihre Gültigkeit auf zehn Jahre beschränkt. Dabei unterschlug er, dass selbst Parteichef Hlinka als einer der Mitunterzeichner der Deklaration nichts von einem derartigen Zusatz wusste. Die zentralistischen Parteien griffen Tuka daraufhin scharf an und warfen ihm öffentlich Staatsverrat vor. Im Mai 1928 wurde eine Strafanzeige gegen Tuka eingereicht, und am 3. Januar 1929 wurde er von der tschechoslowakischen Polizei verhaftet. Es folgte die Festnahme des hochrangigen Rodobrana-Funktionärs Anton Snaczký, und am 2. März wurde auch Alexander Mach festgesetzt. Ende 1929 ging der Prozess zu Ende: Tuka wurde zu 15 Jahren Haft verurteilt, Snaczký zu 5 Jahren und Mach wurde freigesprochen. Als Reaktion auf das Urteil verließ die Hlinka-Partei die tschechoslowakische Regierung und ging wieder in die Opposition. Die Rodobrana hingegen, die neben drei ihrer höchsten Funktionäre mit Tuka auch ihre ideologische Führungsfigur verloren hatte, löste sich nach dem 3. Januar 1929 auf – knapp sechs Jahre nach ihrer Gründung.

## Rodobrana-Veteranen im Untergrund (1929–1938)

### Fortwährender Einfluss auf die radikalen Parteiflügel
Da Tuka aufgrund seiner führenden Stellung innerhalb der Hlinka-Partei in der Lage gewesen war, seine Unterstützer in zentrale Parteiämter zu bringen, blieb sein Einfluss im radikalen Parteiflügel auch nach Abschluss des Gerichtsprozesses im Oktober 1929 von Bedeutung. Infolge seiner Inhaftierung stiegen nun zunächst Karol Sidor und Alexander Mach zu den wichtigsten Persönlichkeiten der Radikalen auf. Die Rodobrana-Veteranen organisierten sich fortan in Form einer Untergrundbewegung, deren Aktivität sich auf die angegliederten Sport- und Jugendverbände der Hlinka-Partei konzentrierte. Alexander Mach fungierte als deren inoffizieller Anführer und vertrat ihre Ideologie in den höheren Parteirängen. Karol Sidor wiederum führte in den 1930er Jahren eine eigene radikale Gruppe an, die sogenannten Polonophilen, die eine enge Anlehnung der Slowakei an Polen propagierten. Eine dritte Fraktion, welche die Tradition der Rodobrana teilweise fortführte, war der Kreis um die seit 1933 erscheinende Zeitschrift Nástup („Der Antritt“, „Der Aufmarsch“). Geleitet von Ferdinand Ďurčanský, umfassten die sogenannten Nástupisten praktisch die gesamte junge intellektuelle Elite der Hlinka-Partei. Sie vertraten die extremste Form des slowakischen Nationalismus und stiegen ab Mitte der 1930er Jahre zur führenden Kraft der Radikalen auf. Dabei bot der Nástup-Kreis auch der polonophilen Gruppe Sidors und den Rodobrana-Veteranen von Mach eine Plattform.
Alle drei Gruppen des radikalen Parteiflügels waren von Tukas Ideen beeinflusst. Sie teilten eine fanatische Juden- und Tschechenfeindlichkeit, einen radikalen Antikommunismus, eine Verachtung für die tschechoslowakische Demokratie und eine Vorliebe für totalitäre Ideen. Mach und Ďurčanský standen dabei Tukas faschistischer Ideologie noch näher als Sidor. Innerhalb der Tschechoslowakei forderten die Radikalen eine sehr weitreichende Autonomie für den slowakischen Landesteil, und seit Mitte der 1930er Jahre zirkulierte in ihren Kreisen auch die Idee eines unabhängigen slowakischen Staates. Meinungsverschiedenheiten unter ihnen ergaben sich aus unterschiedlichen außenpolitischen Strategien, Vorbildern und Partnern: Während Mach und seine Rodobrana-Veteranen aktive Verbindungen zur kroatischen Ustascha-Bewegung aufbauten, fühlten sich die Nástupisten um Ďurčanský der ebenfalls studentisch geprägten Eisernen Garde in Rumänien verbunden. Insbesondere diese beiden Fraktionen bauten ab 1936 Kontakte zum Deutschen Reich und deutschen Agenten in der Tschechoslowakei auf, bei welchen sie um Unterstützung für ihre Pläne warben. Die polonophile Gruppe von Sidor wiederum bewunderte Polens autoritäres Piłsudski-Regime und war einer polnisch-slowakischen Föderation zugeneigt. Da die Radikalen der „jungen Generation“ jedoch während der gesamten Zwischenkriegszeit in den Verwaltungsgremien der Hlinka-Partei in der Minderheit blieben, weiteten sie ihren Einfluss gegenüber dem klerikalen Parteiflügel über innerparteiliche Druckausübung und Intrigen aus.

### Einflussnahme auf die Gesamtpartei
Beim Parteitag der Ludaken im September 1936 gewannen die Nástupisten erstmals Einfluss auf die programmatische Ausrichtung der Hlinka-Partei. Unter Umgehung der klerikalen „Gemäßigten“, die eine gegenüber der tschechoslowakischen Regierung versöhnliche Parteiresolution vorbereitet hatten, legten Sidor, Mach und Ďurčanský ihrem Parteichef ein eigenes Manifest vor. Der wenig später von Andrej Hlinka öffentlich verlesene Text der Radikalen verurteilte eine „judäo-bolschewistische Anarchie“, und reihte die Hlinka-Partei ein in die „antikommunistische Front an der Seite von Nationen, die von christlichen Prinzipien geleitet sind“. Außerdem wurde eine Zusammenarbeit der Ludaken mit „allen anti-bolschewistischen Nationalitäten und Gruppen“ der Tschechoslowakei verkündet. Die vage gehaltenen Formulierungen stellten zwar kein eindeutiges Bekenntnis zum faschistischen Italien oder nationalsozialistischen Deutschland dar, konnten jedoch auch in diese Richtung interpretiert werden. Darüber hinaus wohnten faschistische und rechtsradikale Vertreter aus mehreren Ländern dem Parteitag bei, darunter auch ein von Sidor eingeladener Korrespondent des Völkischen Beobachters. Auch im klerikalen Parteiflügel zeichnete sich während des Kongresses eine deutliche Radikalisierung ab: So verlautete dessen Anführer Jozef Tiso nun das politische Motto „Eine Nation, eine Partei, ein Führer“.
Nach dem Parteitag übten die Nástupisten weiter Druck auf die Partei aus. Ab Oktober 1936 forderten sie offen den Beitritt der Tschechoslowakei zum Antikominternpakt. Ab Ende 1937 wurde im radikalen Parteiflügel auch eine Erneuerung der Rodobrana erwogen. Die ersten bewaffneten Wehrverbände, die sich aus Parteimitgliedern der Ludaken zusammensetzen, entstanden ab Mai 1938 unabhängig voneinander in verschiedenen Städten der Slowakei. Von einer namentlichen Wiedergründung der Rodobrana wurde jedoch aus Furcht vor den tschechoslowakischen Staatsorganen vorerst abgesehen. Man entschied sich zur Gründung einer neuen Organisation, der Hlinka-Garde (Hlinkova garda, kurz HG).

## Die zweite Rodobrana (1938–1940)

### Erneuerung als Eliteverband der Hlinka-Garde

Das Symbol der 1938 gegründeten Hlinka-Garde

Die Initialzündung zur Gründung der Hlinka-Garde lieferte Alexander Mach mit einem Zeitungsartikel am 11. Juni 1938, in dem er zur Organisierung der Garde als neuem Wehrverband der Hlinka-Partei aufrief. Die alten Rodobrantzen traten mehrheitlich in die neue Organisation ein, und prägten damit auch das Erscheinungsbild und die Ideologie der Hlinka-Garde mit. Neben der Gruppe von Alexander Mach bildeten Sidors Polonophile zunächst das zweite personelle Rückgrat der Garde.
Am 29. Oktober 1938 wurde die Hlinka-Garde per Gesetz zur einzigen legalen sportlichen und vor-militärischen Organisation in der Slowakei erklärt, das Eigentum aller anderen Verbände ging auf sie über. Innerhalb der Hlinka-Garde begann der Aufbau von mehreren halbautonomen Teilorganisationen, darunter die von den alten Veteranen am 13. Dezember 1938 erneuerte Rodobrana, als persönliche Einheit des Oberkommandanten der Hlinka-Garde. Die Rodobrantzen planten die wiedergegründete Organisation zu einer Elite innerhalb der Garde aufzubauen. So verlautbarte Ján Farkaš seine Ambitionen bei einem Zusammentreffen führender Rodobrana-Funktionäre im Januar 1940: „Die Hlinka-Garde bedeutet so viel wie in Deutschland die SA, die Rodobrana so viel wie in Deutschland die SS.“ Als weitere bedeutende halbautonome Teilorganisation etablierte sich die „Akademische Hlinka-Garde“ (Akademická Hlinkova garda, kurz AHG). Bestehend aus Studenten und kommandiert von Jozef Kirschbaum, wurde die AHG zur „Frontorganisation“ der Nástupisten Ferdinand Ďurčanskýs.

### Rolle im innerparteilichen Machtkampf

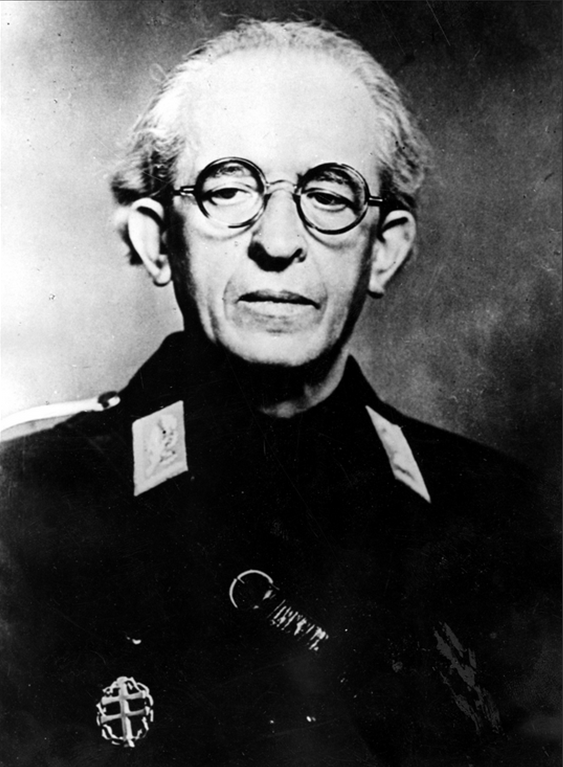
Vojtech Tuka in der Uniform der Hlinka-Garde (1939). An der Hemdtasche sichtbar das große Abzeichen der Rodobrana

Im slowakischen Staat stiegen die alten Rodobrantzen in führende politische Ämter auf, allen voran Vojtech Tuka (als späterer Ministerpräsident und Außenminister) und Alexander Mach (als Oberbefehlshaber der Hlinka-Garde und späterer Innenminister). Im sich zuspitzenden innenpolitischen Machtkampf zwischen dem Tiso-Flügel und dem Tuka-Flügel gehörten die Rodobrana-Veteranen zu den wichtigsten Unterstützern Vojtech Tukas.
Mit der Entstehung des slowakischen Staates im März 1939 nahmen auch die Ambitionen der Rodobrana ein neues Ausmaß an. Gemäß ihrem Kommandanten Jozef Joštiak sollte sie als politische Polizei eine Schlüsselrolle beim Aufbau des neuen slowakischen Sicherheitsapparates spielen, und sich zum zentralen Nachrichtendienst der staatlichen Überwachung entwickeln. Laut dem Historiker Yeshayahu A. Jelinek (1971) strebten die Rodobrantzen damit „die slowakische Version des deutschen Sicherheitsdienstes“ an. Zu diesem Zweck wurde seit der ersten Jahreshälfte 1939 ein eigener Rodobrana-Nachrichtendienst aufgebaut, der Dôverika služba Rodobrany (kurz DSR, deutsch „Vertrauensdienst der Rodobrana“). Gebildet aus ausgewählten Rodobrantzen, bestand die Aufgabe des DSR vor allem in der regelmäßigen Berichterstattung über die Stimmungen innerhalb der Bevölkerung auf Orts- und Bezirksebene. Ein weiteres Ziel der DSR-Ermittler stellte die Überwachung von Personen aus dem Kreis der ehemaligen Opposition dar, insbesondere zu deren „staatsfeindlichen“ und „propagandistischen“ Tätigkeiten. Die angestrebten Kompetenzen einer völlig selbstständigen Parteipolizei konnte die Rodobrana jedoch nie erreichen, insbesondere aufgrund des anhaltenden Misstrauens von Seiten des Parteiflügels von Staatspräsident und Parteichef Jozef Tiso. Mit der Regierungsverordnung vom 5. September 1939 wurde der Rodobrana sowohl innerhalb der Hlinka-Garde als auch innerhalb des Staates eine privilegierte Sonderrolle zuerkannt. Während ihrer Dienstausübung waren ihre Mitglieder rechtlich den Soldaten der slowakischen Armee gleichgestellt, außerdem sollten bei Bewerbungen um Arbeitsplätze im öffentlichen Dienst Rodobrantzen stets bevorzugt werden, sofern sie über die gleichen Qualifikationen verfügten wie andere Mitbewerber.
Der langanhaltende Konflikt zwischen der Führung der Rodobrana und dem Tiso-Flügel führte schließlich zum Ende der Organisation. Am 24. Juni 1940 wurde die Rodobrana von Innenminister Ďurčanský (und vom Oberkommandanten der Hlinka-Garde, František Galan) aufgelöst, was auch von Ministerpräsident Tuka akzeptiert werden musste. Das Eigentum der Rodobrana ging an die jeweiligen örtlichen Kommandos der Hlinka-Garde über. Den ehemaligen Rodobrantzen wurde jedoch weiterhin erlaubt, sich mit ihren Abzeichen von den übrigen Mitgliedern der Hlinka-Garde abzugrenzen. Nach 1940 bildeten Rodobrantzen eine personelle Machtbasis von Tukas radikal-prodeutschem Lager der slowakischen Nationalsozialisten, welches die Slowakei von Sommer 1940 bis Ende 1942 politisch dominierte.

## Erscheinungsbild und Symbolik

### Uniformen
Die Uniformen der ersten Rodobrana (1923–1929) kombinierten die Symbolik des italienischen Faschismus mit jener des traditionellen slowakischen Katholizismus. Ihre Mitglieder trugen ein einfarbiges, schwarzes Hemd in Form einer russischen Tunika sowie einen schwarzen Hut, weshalb sie von Historikern auch als „slowakische Schwarzhemden“ bezeichnet werden. Gleichzeitig wurde „Schwarzhemden“ (čierné košele) von den Rodobrantzen durchaus auch als alternative Selbstbezeichnung verwendet. Am Stehkragen des Hemdes aufgestickt war ein (hell)blaues Doppelkreuz umringt von einer (hell)blauben Dornenkrone. Über der linken Hemdtasche trugen sie das Abzeichen der Rodobrana (Durchmesser 18 mm). Es wurde mit einer langen Messing-Stecknadel befestigt und von der Prager Firma Karnet a Kyselý aus Weißmetall produziert.
Die Uniformen der zweiten Rodobrana (1938–1940) entsprachen den klassischen schwarzen Uniformen der Hlinka-Garde, jedoch hatten die Rodobrantzen zusätzlich das Recht auf ein schwarzes Hemd und eine schwarze Krawatte. Auf der Krawatte trugen sie das silberne Abzeichen der Rodobrana. Die Rodobrana-Veteranen der 1920er Jahre trugen dabei ihre traditionellen schwarzen Rodobrana-Hemden, mit
Stehkragen und darauf aufgesticktem blauen Doppelkreuz samt Dornenkranz.

### Abzeichen
Das Abzeichen bestand aus einem stilisierten, silbernen slowakischen Doppelkreuz mit unterschiedlich langen Querbalken (in der Slowakei als „Doppelkreuz des Heiligen Method“ bezeichnet), dessen Enden leicht gewölbt waren und das in einer silbernen Dornenkrone eingeflochten war. Es wurde schon seit 1923 getragen und auch nach der Neugründung der Rodobrana innerhalb der Hlinka-Garde ab 1938 verwendet, selbst nach deren Auflösung im Juni 1940.

Das „autonomistische Abzeichen“: Inoffizielle farbige Variante des Rodobrana-Symbols

Außer diesem offiziellen Abzeichen für Rodobrantzen war unter diesen sowie ihren Sympathisanten auch das sogenannte „autonomistische Abzeichen“ (slowakisch: autonomistický odznak) beliebt. Dieses kopierte direkt die Symbolik der Rodobrana und wurde in einer farbigen, emaillierten Version angefertigt. Das weiße Doppelkreuz trug dabei die Aufschrift Za tú našu autonómiu („Für unsere Autonomie“) und war in eine rote Dornenkrone auf blauem Hintergrund eingeflochten. Im Jahr 1939 wurde zusätzlich das sogenannte „Märtyrer-Abzeichen“ (slowakisch: martýrsky odznak) eingeführt, welches nur an ausgewähltes Führungspersonal der Hlinka-Garde vergeben wurde. Es stellte eine vergrößerte Version des silbernen Rodobraner Abzeichens dar. Zu seinen Trägern gehörten Vojtech Tuka, Alexander Mach, Karol Murgaš, Ján Farkaš, Ferdinand Ďurčanský und Jozef Kirschbaum.
Diese Symbolik wies die Rodobrantzen im übertragenen Sinn als Soldaten eines „heiligen Krieges“ aus, der viel Leid und viele Opfer erfordere, letzten Endes jedoch zum Triumph der national-christlichen Idee führen werde, die die Rodobrana repräsentiert. Damit drückte ihre Symbolik auch ihren ausgeprägten ideologischen Kult des Märtyrertums aus. Vergleichbare Stilelemente besaß auch die rumänische Legion Erzengel Michael, die mit einem schwarzen Gefängnisgitter ebenfalls die Wichtigkeit des Märtyrertums für ihre Bewegung unterstrich.

### Flagge

Flagge der Rodobrana (1926–1929)

Die Rodobrana führte auch eine eigene Flagge ein, auf welche die Mitglieder ihren Eid ablegen mussten. Dieses neue Symbol der Rodobrana wurde in der Zeitungsausgabe der Rodobrana vom 1. August 1926 als „Rodobraner Flagge“ (rodobranecká zástava) oder auch als „Rodobraner Banner“ (rodobranecký prápor) vorgestellt. Es handelte sich dabei um eine dreieckige schwarze Flagge, umrandet von der Trikolore der slowakischen Nationalfarben (weiß-blau-rot) und das Rodobraner Symbol eines Doppelkreuzes mit der Dornenkrone zeigend.

### Gruß
Die Mitglieder der Rodobrana grüßten einander – ebenfalls angelehnt an die italienischen Faschisten – mit erhobenem rechten Arm. Historiker verneinen jedoch die später von der Führung der Hlinka-Garde aufgestellte Behauptung, dass deren gardistischer Gruß Na stráž! („Auf Wacht!“) bereits von der Rodobrana verwendet worden wäre. Mit dieser Verlautbarung sollte der angeblich „slowakische“ Ursprung des Grußes nachgewiesen werden. Wie der slowakische Historiker Vojtech Kárpáty (2012) jedoch betont, nahm selbst die Mehrheit der Funktionäre der Hlinka-Garde diese Grußformel als eine Neuheit war, die erst im Herbst 1938 aufkam. In Wirklichkeit kam Na stráž erstmals 1919 in der tschechoslowakischen Studentenorganisation Sokol auf und wurde erst 1934 von der slowakisch-katholischen Studentenorganisation ÚSKS übernommen.

### Einfluss auf die Symbolik des Ludaken-Regimes (1938–1945)
Während des Ludaken-Regimes in der autonomen sowie der später von NS-Deutschland abhängigen Slowakei war die Nutzung von Symbolen der Rodobrantzen nicht allein auf die wiedergegründete, zweite Rodobrana (1938–1940) beschränkt. Tatsächlich beeinflussten sie die Symbolik der gesamten Hlinka-Partei wie auch jene des slowakischen Staates. So ähnelte die 1938 eingeführte Parteiflagge der Ludaken mit dem gleichschenkligen Doppelkreuz im Kreis stark dem stilisierten Symbol auf den schwarzen Rodobrana-Flaggen aus den 1920ern. Und selbst im slowakischen Staatswappen (1939–1945) wurde das Doppelkreuz entgegen der historischen heraldischen Tradition an jene Form angepasst, wie sie beim silbernen Abzeichen der Rodobrana verwendet wurde.
Auch in der offiziellen Darstellung der slowakischen Geschichte aus Sicht des Ludaken-Regimes, wie sie deren „Hofhistoriker“ František Hrušovský 1942 in Buchform veröffentlichte, wurde das silberne Abzeichen in stilisierter Form für die Leserschaft sichtbar festgehalten. Trotz der 1940 erfolgten offiziellen Auflösung der zweiten Rodobrana maß das Ludaken-Regime dem silbernen Abzeichen der Rodobrana eine derartige Bedeutung zu, dass es dieses Mittelschülern im slowakischen Staat in deren offiziellen Geschichtsbüchern in Form der stilisierten Abbildung vorstellte.

Das Doppelkreuz im Staatswappen der Slowakei (1939–1945) wurde stilistisch dem Rodobrana-Abzeichen nachempfunden
Die Parteiflagge der Ludaken (1938–1945) übernahm die Stilform der Rodobrana-Flagge aus den 1920ern

## Nachwirkungen im slowakischen Neofaschismus
In der Slowakei erweckte die Mitte der 1990er Jahre gegründete neofaschistische Vereinigung Slovenská pospolitosť („Slowakische Gemeinschaft“) öffentliche Aufmerksamkeit, als sie mit Uniformen und Symbolen auftrat, die jener der Rodobrana und des späteren Slowakischen Staates ähnelten. Seit 2005 existiert unter dem Namen Rodobrana eine slowakische neonazistische Band, und im Jahr 2012 wurde eine Internetseite gegründet, die ihren Namen laut eigenen Angaben von der gleichnamigen historischen Zeitschrift übernommen hat. Sie möchte dabei einen „Mangel an slowakischer nationalistischer Berichterstattung“ ausfüllen. Vojtech Tukas programmatische Schrift des „Rodobraner Katechismus“ von 1928 wurde im Jahr 2013 im Rahmen des Bandes Dokumenty k ideológii slovenských národovcov v prvej polovici 20. storočia („Dokumente zur Ideologie der slowakischen Patrioten in der ersten Hälfte des 20. Jahrhunderts“) wiederveröffentlicht. Herausgeber war der Historiker Pavol Demjanič, der für das Slowakische Historische Institut in Rom (Slovenský historický úrad v Ríme) arbeitet. Demjanič kandidierte im Jahr 2010 auf der Wahlliste der neofaschistischen Partei ĽSNS von Marian Kotleba.

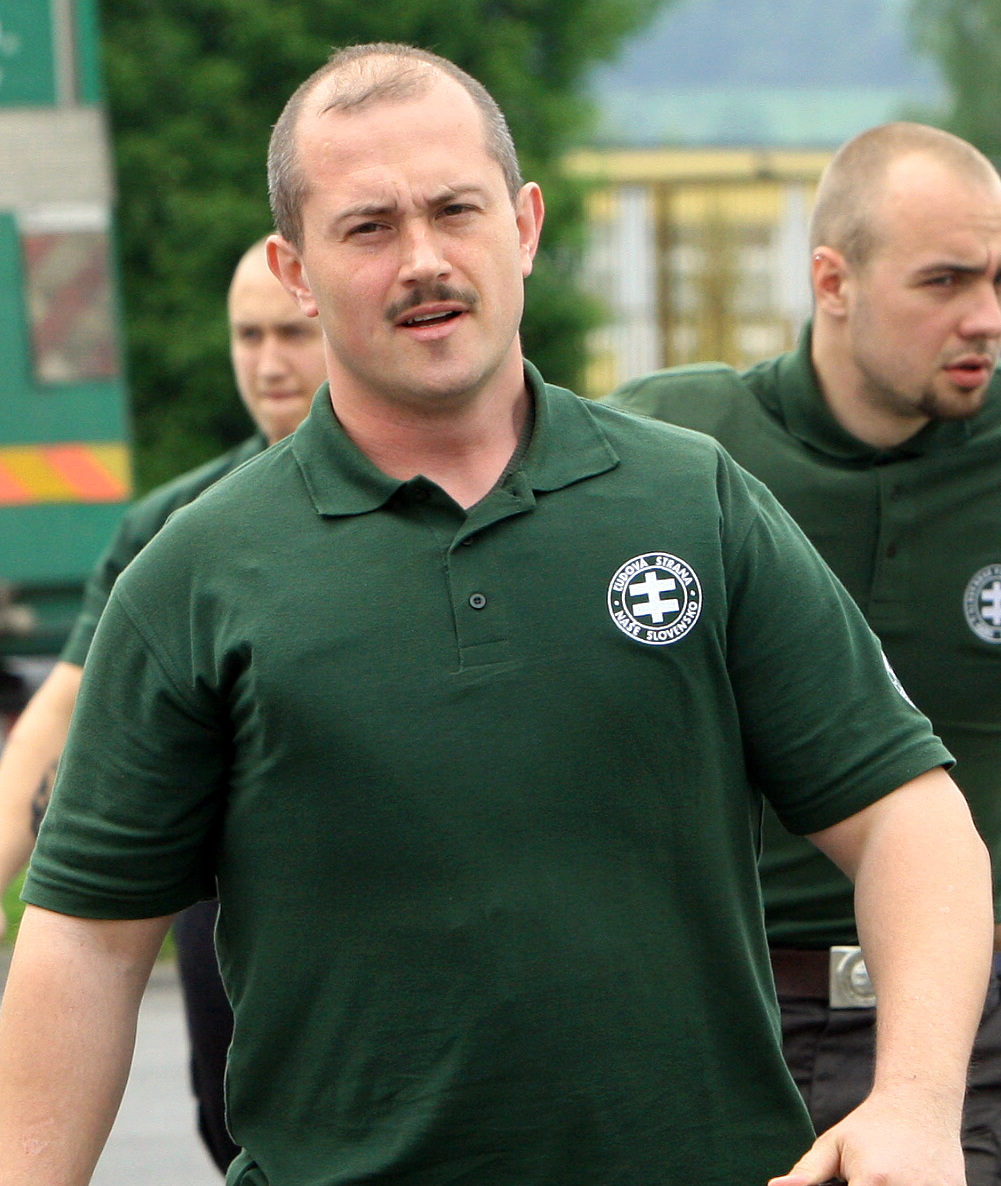
Parteichef Marian Kotleba und zwei Mitstreiter im grünen Parteihemd der ĽSNS (2010)

Kotlebas ĽSNS zog bei der Nationalratswahl im März 2016 mit 8 Prozent der Wählerstimmen und 14 Abgeordneten erstmals in das slowakische Parlament ein. Ab April 2016 patrouillierten uniformierte Aktivisten der Partei in drei slowakischen Zuglinien unter dem Vorwand, „weiße“ Passagiere vor einer sogenannten „Zigeuner-Kriminalität“ schützen zu wollen. Den Anlass lieferte ein kurz zuvor erfolgter Überfall auf eine 21-jährige Zugreisende. Auf Flugblättern rief Kotleba zur Gründung einer Domobrana („Heimwehr“) auf, da die slowakische Polizei und der Staat nicht in der Lage seien, die „anständigen Leute“ zu schützen. Die erste Zug-Patrouille wurde vom ĽSNS-Abgeordneten Peter Krupa geleitet, der eine auf ihn zugelassene Pistole mit sich führte. Experten für Extremismus beurteilten dies als Versuch einer Wiederbegründung der früheren Rodobrana, die die Elite innerhalb der späteren Hlinka-Garde gebildet und im Zweiten Weltkrieg Tschechen, Juden und politische Gegner des Ludaken-Regimes verfolgt habe. Die Rektorin der slowakischen Polizeiakademie, Lucia Kurilovská, sagte dazu, es sei undenkbar, dass irgendwelche Gruppen „die Gerechtigkeit in die eigene Hand nehmen“. Polizeipräsident Tibor Gašpar appellierte an die Politiker, sie mögen die Tätigkeit der verfassungsgemäßen Staatsorgane respektieren und Versuche unterlassen, diese durch andere ersetzen. Die slowakische Regierung erließ 2017 neue gesetzliche Regelungen, nach denen die Sicherheit ausschließlich unter die Zuständigkeit der Polizei oder der Verkehrsbehörden fällt. Die Aktivisten der ĽSNS setzten ihre Patrouillen in den Zügen jedoch fort. Eine Polizeisprecherin erklärte, dass man diese Personen nicht wegen ihres grünen Parteihemds belangen könne und sie über gültige Fahrtickets verfügten. Die Zug-Patrouillen der ĽSNS führten zu keiner einzigen Festnahme eines Kriminellen, wurden jedoch von Medien als der erfolgreichste propagandistische Schachzug der Partei beurteilt. 2018 ließ die Aktivität der ĽSNS in den Zügen nach. Anträge der Kotleba-Partei zur Gründung einer „Heimwehr“ wurden 2019 von einem Sprecher der slowakischen Generalstaatsanwaltschaft zurückgewiesen, der ebenfalls auf das historische Vorbild der Rodobrana verwies.
Die von jungen Mitgliedern der Kotleba-Partei 2018 gegründete Internetplattform KulturBlog, die sich inhaltlich an US-amerikanischen Alt-Right-Strömungen um Brittany Pettibone und Laurene Southern orientiert, wirbt auf ihrer Website mit dem slowakischen Dichter Andrej Žarnov, der einer der Redakteure der faschistischen Zeitschrift Rodobrana war. Seit der Spaltung der Kotleba-Partei im Jahr 2021 stellte der KulturBlog seine Unterstützung für die Kotlebianer ein und favorisiert nun die von den abgespaltenen jungen Mitgliedern Milan Uhrík und Milan Mazurek neugegründete Republika-Bewegung, wobei Mazurek selbst auch zu den Mitbegründern des KulturBlog zählt.

### Forschung und Typologie

#### Forschungsstand
Zur Rodobrana entstanden bisher (Stand 2023) eine unveröffentlichte Dissertationsarbeit und mehrere wissenschaftliche Artikel. Zudem befassen sich einige Monographien mit eigenen Kapiteln mit der Organisation. Die Dissertation stammt vom slowakischen Historiker Igor Strnisko (2015), der auf deren Basis eine Studie über die Geschichte der Rodobrana in der zweiten Phase ihrer Existenz von September 1923 bis Dezember 1925 veröffentlicht hat. Hervorzuheben sind daneben die Studien des israelischen Historikers Yeshayahu A. Jelinek (1971) jene der tschechischen Historiker Stanislav V. Chytka und Zděnek Vališ (2000) sowie die Arbeiten des slowakischen Historikers Miloslav Čaplovič. Čaplovič widmete der Rodobrana einen wissenschaftlichen Aufsatz (1996), ein längeres, die gesamte Geschichte der Rodobrana behandelndes Kapitel in seiner Monographie (2001) über Wehrorganisationen in der Tschechoslowakei der Zwischenkriegszeit sowie einen kurzen Artikel (2001) in einer historischen Zeitschrift.
Im Jahr 2021 verfasste Anton Hruboň eine grundlegende Studie zur Ideologie der Rodobrana, wobei es sich um eine englische Übersetzung jener Kapitel aus Hruboňs slowakischer Monographie handelt, welche die Rodobrana behandeln.
Ein kurzes Kapitel zur Rodobrana enthält auch die Monographie über slowakische nationalistische Intellektuelle der deutschen Historikerin Sabine Witt (2015), in der sie sich vor allem aus literarischer Perspektive mit schriftlichen Versatzstücken der Organisation wie deren Gründungssage beschäftigt. Ein ebenfalls kurzgehaltenes Kapitel zur Rodobrana findet sich in der Monographie über Hlinkas Slowakische Volkspartei des britischen Historikers Thomas Lorman (2019), der dabei vor allem auf organisatorische und ideologische Aspekte der Rodobrana eingeht und ihre Rolle für die weitere Entwicklung des faschistischen Parteiflügels der Ludaken diskutiert.

#### Debatte um Einordnung als „faschistisch“

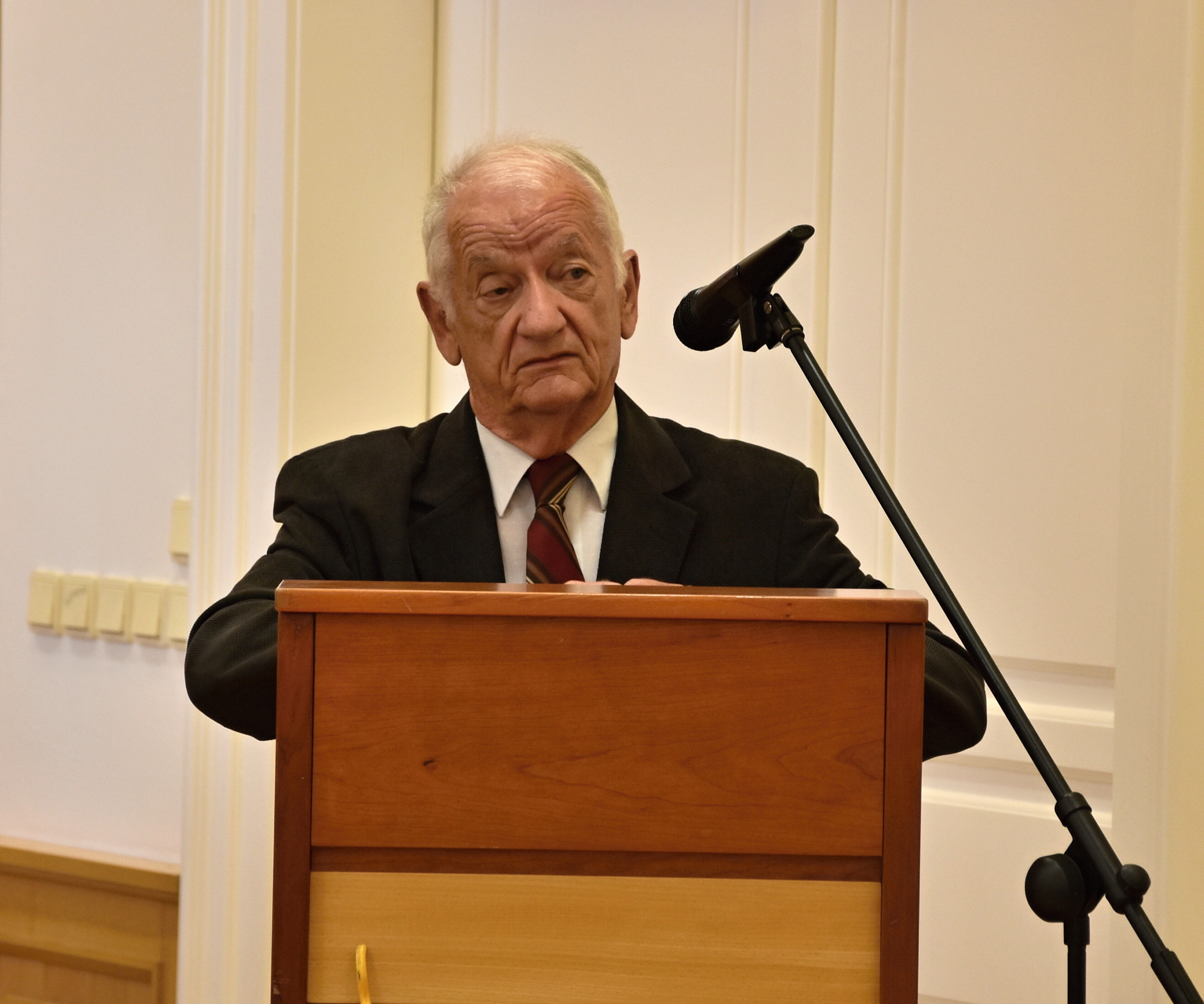
Ivan Kamenec (2019) lieferte als erster slowakischer Historiker nach dem Fall des Kommunismus detailliertere Analysen zur Rodobrana.

Sowohl von ihren Sympathisanten als auch von ihren Gegnern wurde die erste Rodobrana wiederholt als Repräsentantin eines „slowakischen Faschismus“ beschrieben. Die slowakische Historiographie begann sich seit den 1970er Jahren ansatzweise mit dem faschistischen Phänomen in der Tschechoslowakei der Zwischenkriegszeit zu beschäftigen. In diesen Arbeiten wurde die Rodobrana durchwegs als „faschistisch“ oder zumindest als „dem Faschismus am nächsten“ eingeordnet. Detailliertere Analysen lieferten nach dem Ende der kommunistischen Diktatur die Historiker Ivan Kamenec (1992) sowie der am Militärhistorischen Institut in Bratislava tätige Historiker Miloslav Čaplovič (1996, 2001). Čaplovič stuft die Rodobrana als „faschistoid“ ein.
In der geschichtsrevisionistischen Historiographie der Exil-Ludaken und Neoludaken wiederum wird der Rodobrana ein faschistischer Charakter entweder grundsätzlich abgesprochen oder relativiert. So hält František Vnuk (1991) eine solche Zuordnung der Rodobrana in seiner Biographie Alexander Machs einerseits für ein Konstrukt „der Tschechen, Tschechoslowaken und Kommunisten“, andererseits rechtfertigt er die offene Orientierung der Rodobrana am italienischen Faschismus: Dessen praktische Anwendung in Italien habe gezeigt, dass „die guten Seiten die schlechten überwiegen“. Derartige Urteile werden von der kritischen slowakischen Forschung als unzulässige, zweckmäßige Verharmlosung zurückgewiesen.

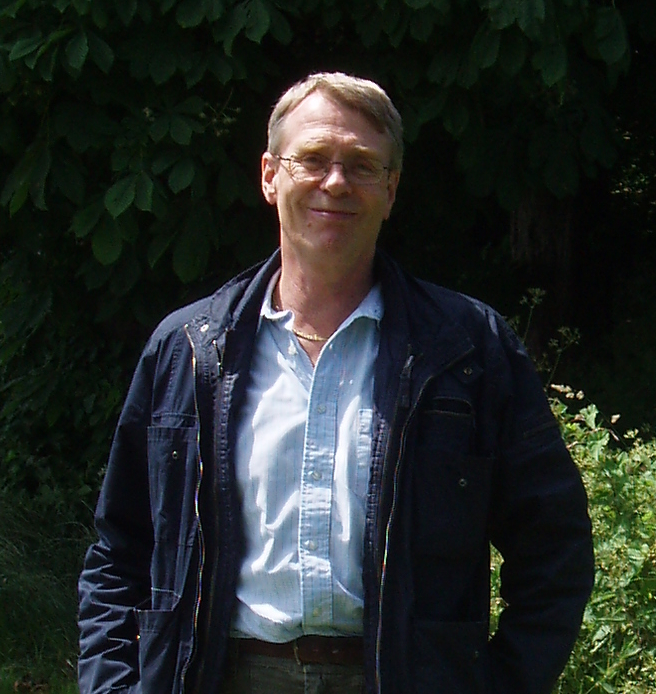
Die vergleichende Faschismustheorie britischen Forschers Roger Griffin werden bei neueren slowakischen Studien zur Rodobrana stark rezipiert

Neuere Studien der slowakischen vergleichenden Faschismusforschung von Anton Hruboň (2015, 2018, 2021), Jakub Drábik (2019) und Miloslav Szabó (2019), klassifizieren die Rodobrana klar als Repräsentantin eines eigenständigen „slowakischen Faschismus“. Dabei orientieren sich Hruboň und Drábik an der international einflussreichen Faschismusdefinition von Roger Griffin, der den Fokus auf die faschistische Ideologie legt. Laut Griffin bildet „eine palingenetische Form von populistischem Ultranationalismus“ den ideologischen Kern aller faschistischen Bewegungen. Mit „populistisch“ ist gemeint, dass sich Faschisten bei ihrem politischen Handeln als Vorkämpfer (Avantgarde) eines „Volkswillens“ verstehen, von dem sie ihre Legitimität herleiten.
Mit „Ultranationalismus“ ist gemeint, dass die Faschisten die Schaffung einer mythisch-utopischen „Ultra-Nation“ anstrebten, deren Werte jenseits (ultra) aller Ideale einer liberalen Demokratie liegen. Anders als der liberalen Nationalismus lehnt der Ultranationalismus humanistische oder egalitäre Komponenten ab. Das Wort „palingenetisch“ wiederum ist die Adjektivform der Palingenese (Wiedergeburt). Damit wird die von Faschisten vertretene Notwendigkeit beschrieben, ihrer Ultra-Nation aus einem gegenwärtigen Zustand der Auflösung und Dekadenz hin zu einer revolutionären Wiedergeburt verhelfen zu müssen.
Laut Hruboň (2021) manifestierten sich grundlegende utopische Mythen der faschistischen Ideologie bereits explizit in Tukas Schrift „Krieger Christi“ von 1921, auch wenn sie Anfang der 1920er Jahre noch nicht zu einem zusammenhängenden Gedankensystem ausgebaut worden seien: Die betonte Notwendigkeit einer nationalen und spirituellen Neugeburt, die Forderung nach einer nationalen Revolution sowie die Konstruktion einer überlegenen Ultra-Nation.
Szabó wiederum geht einerseits von der Arbeit Roger Griffins und andererseits von der Theorie des „faschistischen Effekts“ (fascist effect) des britischen Faschismusforschers Aristotle Kallis aus. Kallis hatte mit diesem die in unterschiedlichem Ausmaß erfolgte Übernahme faschistischer Elemente durch alle antisozialistischen und antiliberalen Bewegungen und Regime der Zwischenkriegszeit beschrieben. Die Rodobrana habe „unmissverständlich den faschistischen Einfluss akzeptiert“, so Szabó, der mit dieser Begründung von einem „Rodobraner Faschismus“ (rodobranecký fašizmus) spricht.
Slowakische Historiker betonen, dass ein intensiver Faschisierungsprozess bei der Rodobrana erst ab 1926 eingesetzt habe, und ihre Ideologie mit Ausnahme von Tukas „Rodobraner Katechismus“ keine präzisere theoretische Ausarbeitung erfahren hat. Nach Anton Hruboň (2019) habe sich die Rodobrana jedoch die faschistische Rhetorik in einem solchen Ausmaß angeeignet, dass man sie als „den Grundstein der slowakischen Nationalvarietät des Faschismus“ bezeichnen könne.

#### Internationale Faschismusdebatte
In der internationalen Forschung wurde der faschistische Charakter der Rodobrana zuweilen auch zurückhaltender formuliert. Einerseits zählten Historiker wie der deutsche Faschismusforscher Ernst Nolte (1966) die Rodobrana klar zur Gruppe der „slowakischen Faschisten“. Ausschlaggebend war für Nolte die Erfüllung eines „faschistischen Minimums“ von sechs Eigenschaften: Antimarxismus, Antiliberalismus, Führerprinzip, Parteiarmee, tendenzieller Antikonservatismus, Totalitätsanspruch. Andererseits stellten Forscher wie der israelische Historiker Yeshayahu A. Jelinek (1971) infrage, wie klar die Prinzipien des Faschismus zum damaligen Zeitpunkt in der Slowakei waren, und „ob selbst die begeisterten lokalen Sympathisanten Mussolinis wirklich seine Lehren verstanden“. Trotz ihrer „unbezweifelbar extremistischen Orientierung“ könne die Rodobrana laut Jelinek kaum als Repräsentantin eines genuinen slowakischen Faschismus angesehen werden. Ambivalente Einschätzungen zum Verhältnis der Rodobrana zum Faschismus liefern auch der US-amerikanische Faschismusforscher Stanley Payne (1995) und die deutsche Historikerin Sabine Witt (2015). So sieht Payne den radikalen Flügel um Tuka und die Rodobrana als „stark faschistenfreundlich, wenn nicht selbst faschistisch“ an. Nach Paynes definition ist der Faschismus „eine Form des für nationale Wiedergeburt eintretenden revolutionären Ultranationalismus“. In ähnlicher Weise wird die Rodobrana auch Sabine Witt einmal als „proto-faschistische Wehrorganisation“ und einmal als „faschistische Organisation“ beurteilt, wobei für sie sich dazu der Faschismusdefinitionen von Roger Griffin und Emilio Gentile bedient.
Den Klassifizierungen der Rodobrana als „faschistischer Organisation“ folgt der britische Historiker Thomas Lorman (2019) in seiner Monographie zur Geschichte der Slowakischen Volkspartei bis 1938, der sich dabei an die ideologieanalytischen Faschismusdefinitionen von Roger Griffin, George L. Mosse, Noël O’Sullivan sowie Arbeiten von Anton Hruboň stützt.
Lorman betont dabei neben dem uniformierten und militaristischen Auftreten, den die Rodobrana bei Demonstrationen und Aufmärschen praktizierte, auch ihre „ultra-hierarchische“ Organisationsstruktur, den von ihr kultivierten Mystizismus sowie ihre Feindschaft gegenüber Minderheiten und der politischen Linken. Gleichzeitig macht er auf besondere Spezifika bei der politischen Praxis der Rodobrantzen aufmerksam. So habe die Rodobrana, obwohl sie nach dem Vorbild der italienischen Schwarzhemden und der deutschen SA aufgebaut wurde, nie ein vergleichbares Ausmaß systematischer Gewaltanwendung entwickelt; außerdem habe sie am gemeinsamen Staat der Tschechen und Slowaken festgehalten.

#### Wirkung der Rodobrana
Laut Lorman (2019) seien die Rodobrantzen innerhalb der Hlinka-Partei die erste von mehreren, im Laufe der Zeit entstandenen Lobbygruppen (pressure groupe) des rechtsradikalen bzw. faschistischen Flügels gewesen. Wie später auch der Nástup-Kreis und die Hlinka-Garde habe sich die Rodobrana um eine Ausweitung ihres innerparteilichen Einflusses bemüht. Lorman hebt insbesondere hervor, dass einerseits jede dieser Lobbygruppen mithalf, die rechtsradikale Ideologie innerhalb der Hlinka-Partei populär zu machen, und andererseits dabei jedes Mal einen Teil des „gemäßigten“ Flügels von der Partei zu entfremden. Die Rodobrana habe jedenfalls „die erste ernsthafte Bemühung in der Slowakei zur Popularisierung des Faschismus“ dargestellt, welche eine „signifikante Unterstützung“ gewinnen konnte.
Laut Hruboň (2020) war die erste Rodobrana vor allem wegen ihrer innerparteilichen Dynamik von Bedeutung, da sie innerhalb ihrer Strukturen den „revolutionären Kern“ der Ludaken integriert und geformt habe. Die Auflösung der Organisation habe an deren Revolutionsgedanken nichts geändert. Die Vision der „neuen Slowakei“ und eines „besseren Morgens“ der slowakischen Nation, zu denen sich die Rodobrana bekannte, sei in den Köpfen der jungen Generation erhalten geblieben, auch wenn diese erste faschistische Plattform der Hlinka-Partei 1929 aufgelöst wurde.

## Anhang